# Limmatübergang bei Dietikon
Ostrach – Feldkirch – Stockach I – Verona – Magnano – Cassano d’Adda – Bassignana – Paradies – Frauenfeld – Winterthur – Zürich I – Trebbia – Mantua – Novi – Döttingen - Vlieter – Bergen – Gotthard – Dietikon – Zürich II – Schänis – Muotatal – Näfels – Egmont – Castricum - Genola – Wiesloch – Genua – Rheinklingen – Büsingen – Engen – Stockach II –  Meßkirch – Biberach II – Montebello – Marengo – Höchstädt – Oberhausen – Brión – Hohenlinden – Walserfeld – Pozzolo – Kopenhagen – Algeciras I – Algeciras II
Am 25. September 1799 (3. Vendémiaire Jahr VIII) überschritt die französische Donauarmee unter Massena bei Dietikon die Limmat. In der anschliessenden Zweiten Schlacht bei Zürich unterlag die russische Besatzung der Stadt unter Korsakow und musste über den Rhein fliehen. Dietikons Erwähnung auf dem Arc de Triomphe in Paris erinnert an «einen der aussergewöhnlichsten und denkwürdigsten Tage, von denen die Geschichte berichtet», wie der britische Gesandte in der Schweiz William Wickham damals schrieb.

## Hintergrund

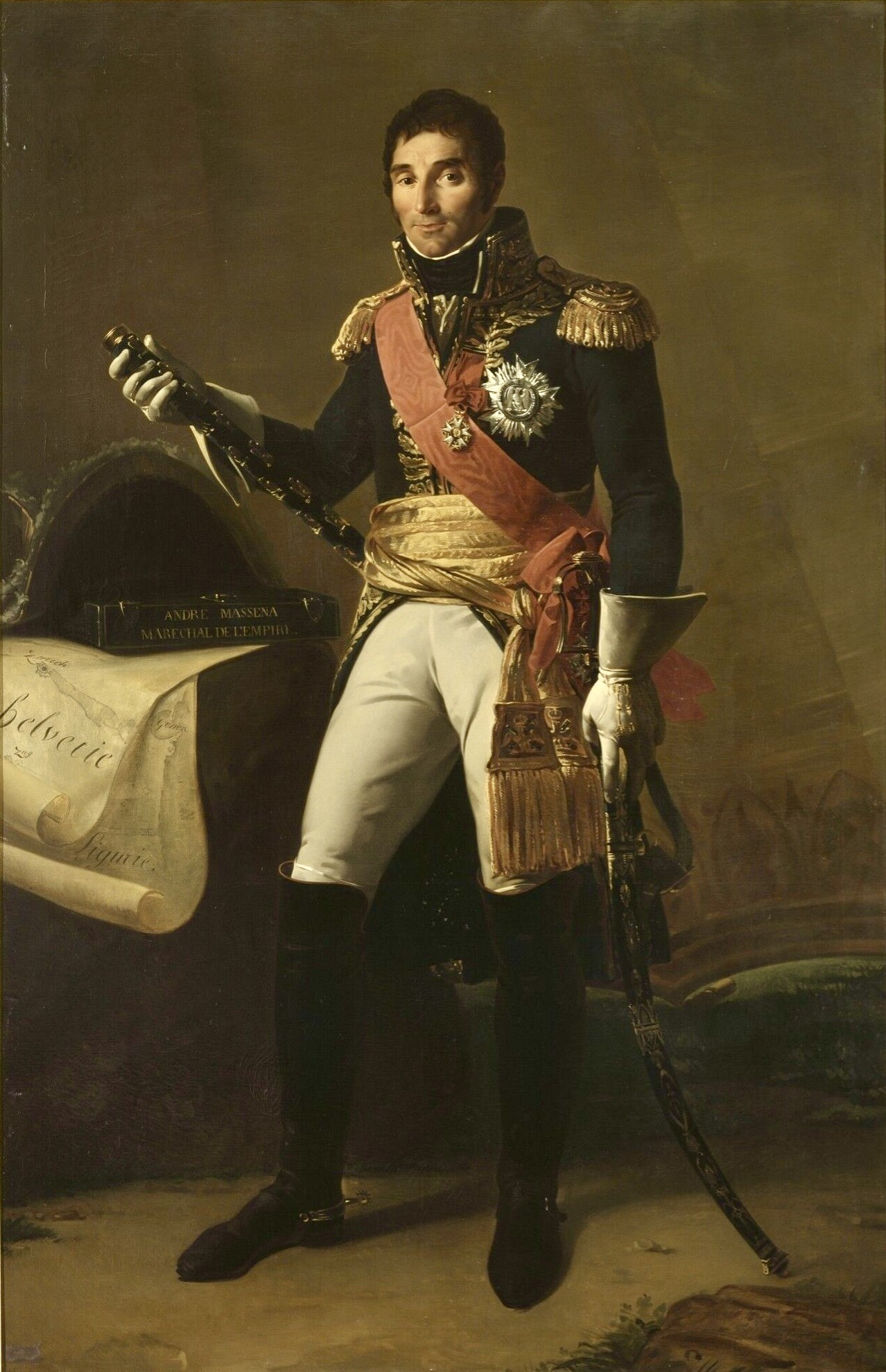
Massena als Maréchal d’Empire

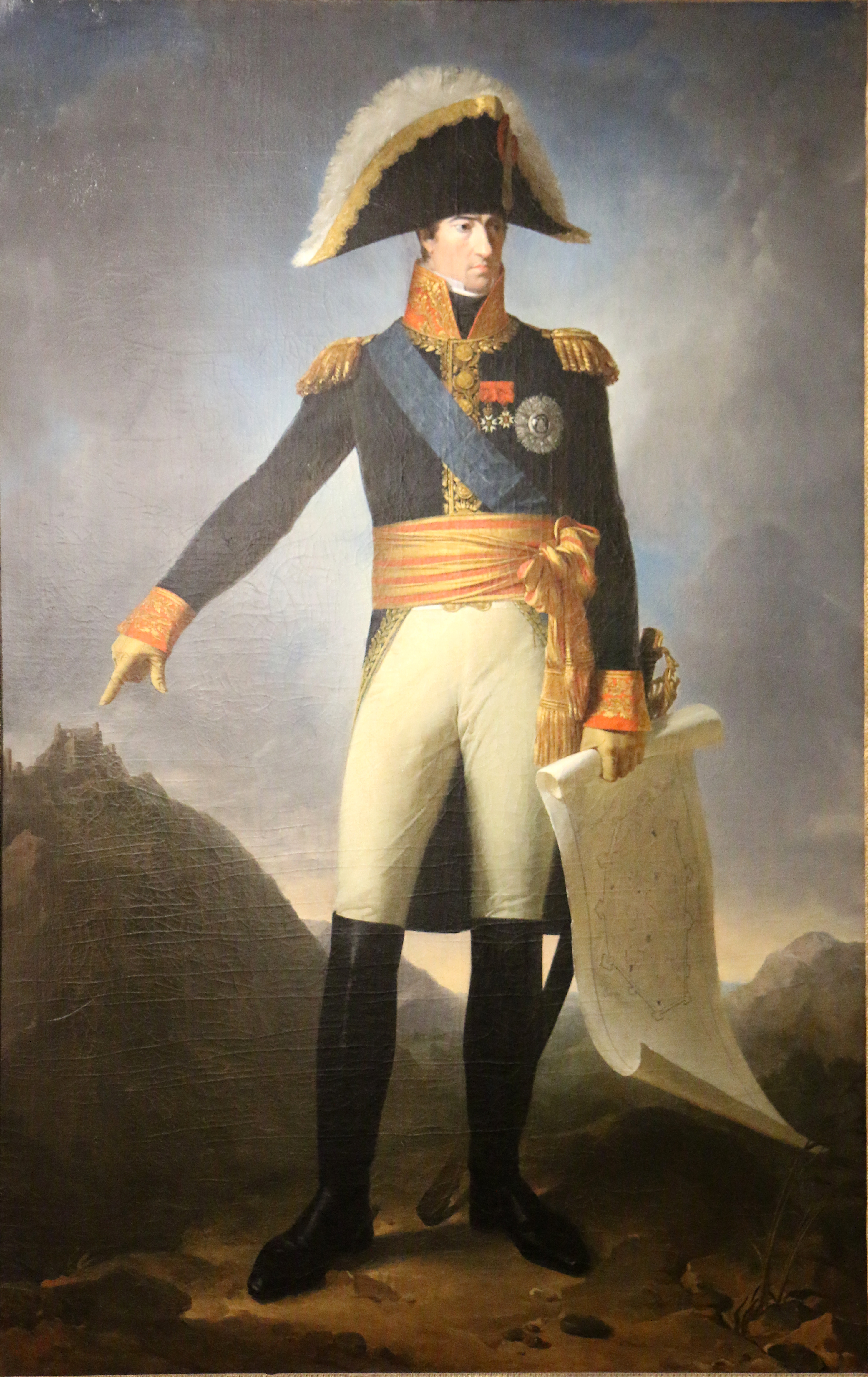
Gazan als Lieutenant-général

Während Bonapartes Ägyptenabenteuer eröffneten die Gegner der Französischen Revolution den Zweiten Koalitionskrieg. Grossbritannien finanzierte die Beteiligung russischer Truppen an militärischen Interventionen in den Schwesterrepubliken Frankreichs.
1799 hatten die Franzosen in Italien schwere Rückschläge einzustecken. Dazu setzte am 23. Mai Erzherzog Karl von Österreich zwischen Büsingen und Kloster Paradies über den Rhein. Sein Gegner Massena räumte darauf trotz des Sieges französischer und helvetischer Truppen im Gefecht bei Frauenfeld (25. Mai) die Stadt Zürich, weil die Kaiserlichen seiner Armée du Danube zahlenmässig überlegen waren und sich die Limmatlinie und der Uetliberg besser verteidigen liessen. Das als Erste Schlacht bei Zürich bezeichnete Rückzugsgefecht (2.–6. Juni) gilt als österreichischer Sieg, obwohl der Erzherzog gemäss Bodart an Gefallenen, Verwundeten, Gefangenen, Vermissten und Desertierten 3400 Mann verlor, Massena hingegen nur 1600.
Zunächst herrschte nun in der Schweiz de facto Waffenstillstand. Nachdem aber die Franzosen Verstärkung erhalten hatten, eroberten sie vom 13. bis 16. August das Oberwallis und die Waldstätten und damit die wichtigste Verbindung zwischen der Schweiz und Italien zurück. Dabei verloren gemäss Bodart Turreau bei Oberwald, Massena bei Schwyz und Lecourbe bei Amsteg insgesamt 1600 Mann, die Österreicher aber volle 7600.
Gleichzeitig löste ein «Kaiserlich-Rußisches Hülfscorps» unter Korsakow die Truppen Erzherzogs Karls in der Schweiz ab, von denen nur noch ein Korps unter Hotze im Linthgebiet blieb. Vor ihrem Abzug versuchten die Österreicher noch, zusammen mit den Russen die Aare zu überqueren, was aber von französischen und helvetischen Truppen verhindert wurde (Gefecht bei Döttingen, 17. August).
Verhasste russische Besatzer
Obwohl die Russen nicht bis nach Dietikon gelangten, behauptete Heimatforscher Müller, sie hätten sich «im großen und ganzen gesitteter aufgeführt» als die Franzosen. Dabei bezeugen auch entschiedene Gegner der Helvetik das Gegenteil. Zum Beispiel Johann Georg Müller: «Die Bauren um Zürich wurden so drangsalirt, daß allenthalben die äusserste Erbitterung gegen die Russen herrscht.» Im Vergleich zu diesen seien die Franzosen «zahm und edel». David Hess gestand, dass er sich die Franzosen zurückgewünscht habe: «Von allen Völkern Europas sind die Russen die wildesten und dümmsten.» Der britische Gesandte Wickham sah die geschlagene Armee von Korsakows Vorgesetztem Suworow, «jeder Soldat beladen mit geplündertem Eigentum der armen Einwohner von Uri, Schwyz und Glarus, von denen sie als Freunde und Befreier empfangen worden waren». Wickham zufolge bezeichnete jedermann die französische Art, dem Land Kontributionen aufzuerlegen, als Gnade im Vergleich zum Plündern, das Suworow dulde.
Auch in militärischer Hinsicht «standen die russischen Truppen den fremden damals in vielem nach», wie der spätere Kriegsminister Miliutin zugab, der Russlands beste Darstellung des Zweiten Koalitionskriegs verfasste. Sie seien mehr an Operationen gegen die Türken als an europäische Kriegführung gewohnt gewesen. Weiter schrieb Miliutin, Korsakow habe jede fremde Meinung, jeden Rat anderer zurückgewiesen. «Von fremden Truppen und ihren Generalen hatte er die ungünstigste Meinung; besonders galt dieß von den republikanischen Truppen, welche er, offenbar in Folge des Umganges mit den französischen Emigranten, nur mit der größten Geringschätzung zu beurtheilen pflegte.» Auch habe in seinem Stab nicht die geringste Ordnung geherrscht.
Dies hindert Moskau heute nicht daran, die Invasion der Helvetischen Republik zu glorifizieren. So wird anlässlich jährlicher Gedenkfeiern bei der 2002 gepflanzten Russenlinde in Unterengstringen mit Unterstützung des Kremls entsprechender Geschichtsunterricht erteilt.
Überlegene Franzosen
Die Lage der Armée du Danube vor ihrem Sieg in der Zweiten Schlacht bei Zürich schilderte Massena in seinem Rechenschaftsbericht so drastisch, dass das Direktorium in Paris die entsprechende Passage nicht zum Druck freigab:

„Keine Mittel, weder materielle noch finanzielle, kein Sold seit mehreren Monaten – Bajonette, Liebe zur Republik und die Leidenschaft zu siegen waren das Einzige, über das diese Armee verfügte.“

Einen für den 30. August geplanten Limmatübergang bei Vogelsang (Gemeinde Gebenstorf) musste Massena wieder abblasen, unter anderem, weil noch Truppen Erzherzog Karls im Land waren. Zuvor hatte er seinen rechten Flügel Ablenkungsmanöver durchführen lassen – die Division Soult einen Vorstoss über die Linth, die Brigade Molitor (Teil der Division Lecourbe) die Besetzung des Glarnerlandes.
Angaben über Mannschaftsstärken und Verluste weichen meist stark voneinander ab, da Historiker sie bei den eigenen Truppen ab- und bei den gegnerischen aufzurunden pflegen. Ab Mitte September aber waren die Franzosen nicht nur laut Miliutin, sondern auch laut Frankreichs bester Darstellung von Hennequin ihren Gegnern zahlenmässig überlegen. Chef de brigade Dedon allerdings, Gründer des französischen Pontonierkorps und Verfasser einer Monografie über die Flussübergänge von Dietikon und Rheinklingen, bezeichnete das Verhältnis der Mannschaftsstärken als ausgeglichen, Massena sogar die Russen als zahlreicher.
Da Korsakow Zuzug von Suworow aus Italien erwartete, schmiedete er trotz seiner Unterlegenheit Angriffspläne, doch liess ihm der französische Feldherr keine Chance, diese zu verwirklichen. Während Soult und Molitor weiterhin den im Linthgebiet verbliebenen Hotze beschäftigten, liess Massena das Gros seiner Armee die Limmat überschreiten, als Suworow erst gerade Wassen erreicht hatte. Dazu verloren bei den Kämpfen im Gotthardgebiet gemäss Bodart die Russen und Österreicher von 21'000 Mann 6000, die Franzosen unter Lecourbe von 9000 Mann nur 2000. Da Suworow nirgends aus den Alpen auszubrechen vermochte, zog er sich im Oktober nach Österreich zurück. Dies und das Scheitern der anglo-russischen Intervention in der Batavischen Republik führten schliesslich zum Ausscheiden Kaiser Pauls I. aus der Koalition.

## Französische Vorbereitungen

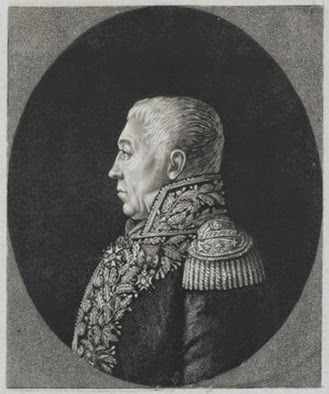
Chef de brigade Dedon

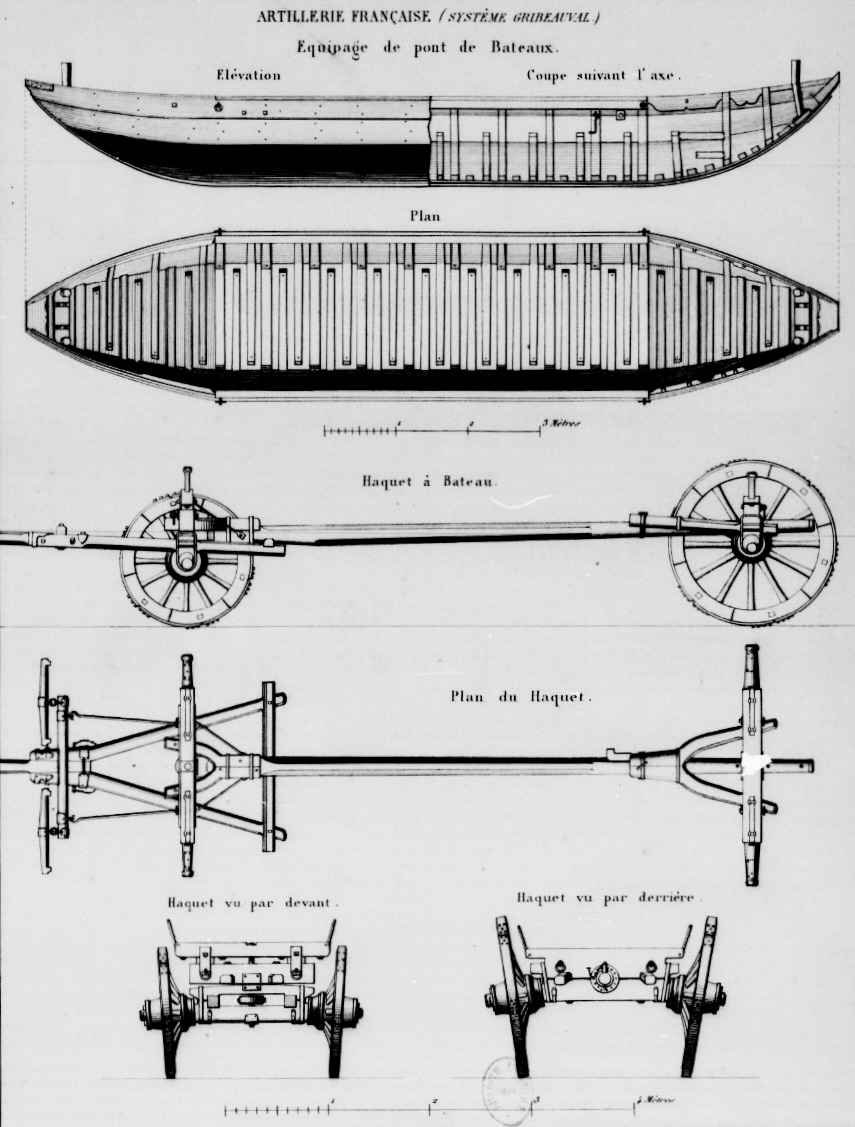
Hölzernes Boot für Schiffbrücke (System Gribeauval)

Die Zweite Schlacht bei Zürich scheint an einer Zusammenkunft von Generälen geplant worden zu sein, die am 18. September in Mellingen stattfand und der Adjutanten und Stabsoffiziere nicht beiwohnen durften.
Von 16 Kompanien des in zwei Bataillone eingeteilten französischen Pontonierkorps verfügte Massena damals über zwölf mit einem Effektivbestand von etwa 700 Mann. An der Limmat eingesetzt wurden neben Schiffleuten und Arbeitern sechs dieser Kompanien unter der persönlichen Leitung von Dedon.
Die meisten für den Limmatübergang verwendeten Boote waren beim Rückzug aus Zürich nach Brugg verbracht worden. Von dort mussten sie über Bremgarten nach Dietikon transportiert werden, denn die Zerstörung der Brücken von Baden und Wettingen hatte die Limmattalstrasse unterbrochen. Dieser Umweg erleichterte zwar die Geheimhaltung, doch waren die langen und schweren Boote kaum durch das verwinkelte Bremgarten zu bringen. Dazu war die Strasse über den Mutschellen «sehr schmal, sehr schlecht, fast immer eingeschnitten und von den ständigen Niederschlägen eines sehr nassen Sommers in Mitleidenschaft gezogen» (Dedon).
Für den Bau von Schiffbrücken hatten Massena ursprünglich 30 hölzerne Boote von 11,5 m Länge und 1,4 m Breite aus den Artilleriewerkstätten von Strassburg zur Verfügung gestanden. Vier davon, die eine Gierseilfähre (fliegende Brücke) über die Aare trugen, waren während des Gefechts bei Döttingen verbrannt. Zehn andere wurden für eine Schiffbrücke über die Reuss bei Windisch benötigt, die für einen allfälligen Rückzug unentbehrlich war. So blieben nur die 16 Boote einer weniger wichtigen Reussbrücke bei Rottenschwil übrig. Diese waren für den abgeblasenen Limmatübergang bei Vogelsang nach Brugg geschafft, dann aber, um keinen Verdacht zu erregen, wieder an ihren früheren Einsatzort zurückgebracht worden.
Zum Übersetzen der Avantgarde wurden requirierte Boote mittlerer Grösse benötigt, die sich auf Wagen verladen liessen. Davon war aber nur ein Dutzend vorhanden. Dazu kamen zehn Weidlinge, die helvetische Milizen bei Paraden verwendet haben sollen. Zwar gab es in Brugg auch grössere Boote von der Aare und vom Vierwaldstättersee mit einem Fassungsvermögen von insgesamt 2000 Mann, die aber nicht zu Land transportiert werden konnten und daher nur für ein Ablenkungsmanöver nahe der Limmatmündung verwendbar waren. Da bei Dietikon mindestens 600 Mann aufs Mal übergesetzt werden sollten, bemühte man sich noch um die Lieferung von Fischerbooten von anderen Seen. Jene vom Zugersee mussten mit Soult geteilt werden, der gleichzeitig eine Überquerung der Linth bei Bilten und eine Landeoperation bei Schmerikon am oberen Zürichsee durchführen sollte. Am Schluss verfügte Dedon über 37 Boote aller Art mit einem Fassungsvermögen zwischen 20 und 40–45 Bewaffneten.

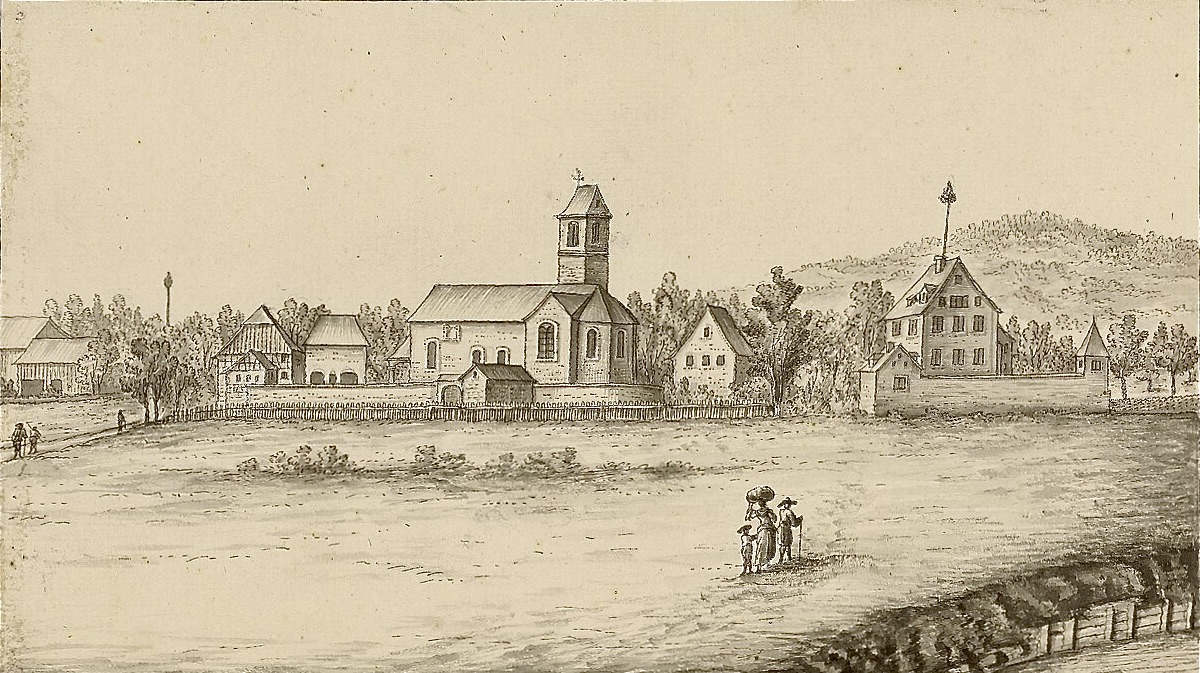
Dietikon von Osten (zwischen 1770 und 1790)

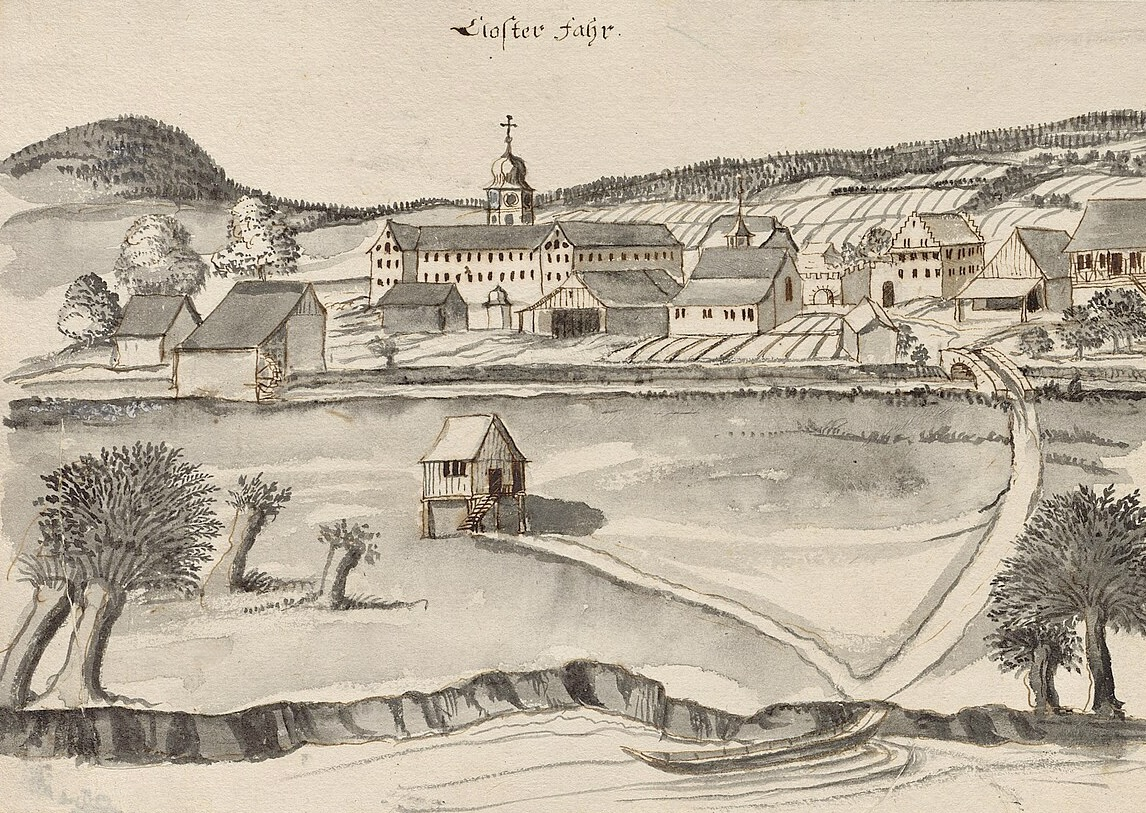
Kloster Fahr (18. Jahrhundert)

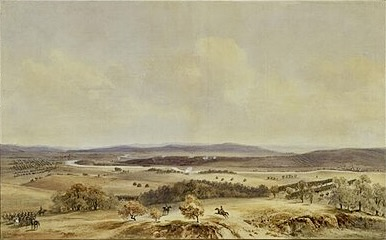
Siméon Fort: Limmatübergang bei Dietikon (1837)

Für den Transport dieser Boote und der 16 für den Bau der Schiffbrücke bestimmten gab es insgesamt nur etwa 30 geeignete Wagen, von denen noch sechs an Soult abgegeben werden mussten. Es waren daher zwei bis drei Transporte nötig, die bis Bremgarten mit den Artilleriepferden der Division Ménard und von dort weg mit jenen der Division Lorge vorgenommen wurden. In Dietikon hielt man die Wagen hinter dem Guggenbühlwald an, um sie nachts in der Gegend der Wolfsmatt hinter Hecken zu entladen. Dann kehrten sie sofort nach Brugg zurück. Diese Transporte wurden seit dem 30. August vorbereitet und vor dem 17. September abgeschlossen, so dass noch Zeit für die Reparatur beim Transport beschädigter Boote blieb.
Die Vorbereitungen für das geplante Ablenkungsmanöver bei Vogelsang wurden absichtlich vor den Augen der Russen durchgeführt. In Brugg stellte man dafür unter anderem eine Gierseilfähre mit zwei grossen Booten vom Vierwaldstättersee und Flösse mit Holz aus dem Kanton Solothurn bereit.
Beide Operationen waren für den 26. September vorgesehen. Dass Massena sie auf den 25. verschob, teilte er Dedon erst am 24. um fünf Uhr abends mit. Gemäss Anton Pestalozzi machte diese Vorverschiebung Suworows Angriffsplan zunichte, in Wirklichkeit aber war dieser schon vorher gescheitert.
Die Schiffbrücke blieb bis in der Nacht zum 24. in Rottenschwil. Dann wurde sie – bis Bremgarten auf der Reuss – nach Dietikon transportiert, wo sie am Vorabend des Übergangs eintraf. Den Wagen mit den Booten folgten etwa 60 requirierte, von Husaren eskortierte Ochsengespanne mit Tauwerk etc.
 Übergangsstelle 
Die Übergangsstelle befand sich an einer gegen Dietikon ausspringenden Flussschlinge, 500–600 m oberhalb des Dorfes. Massena schrieb:

„[…] die halbkreisförmige Form dieser Halbinsel ermöglichte es, sie einzuschliessen und dem Kreuzfeuer einer zahlreichen Artillerie auszusetzen, um die Übergangsarbeiten zu schützen, und dies gab den Ausschlag, dass ich sie wählte.“

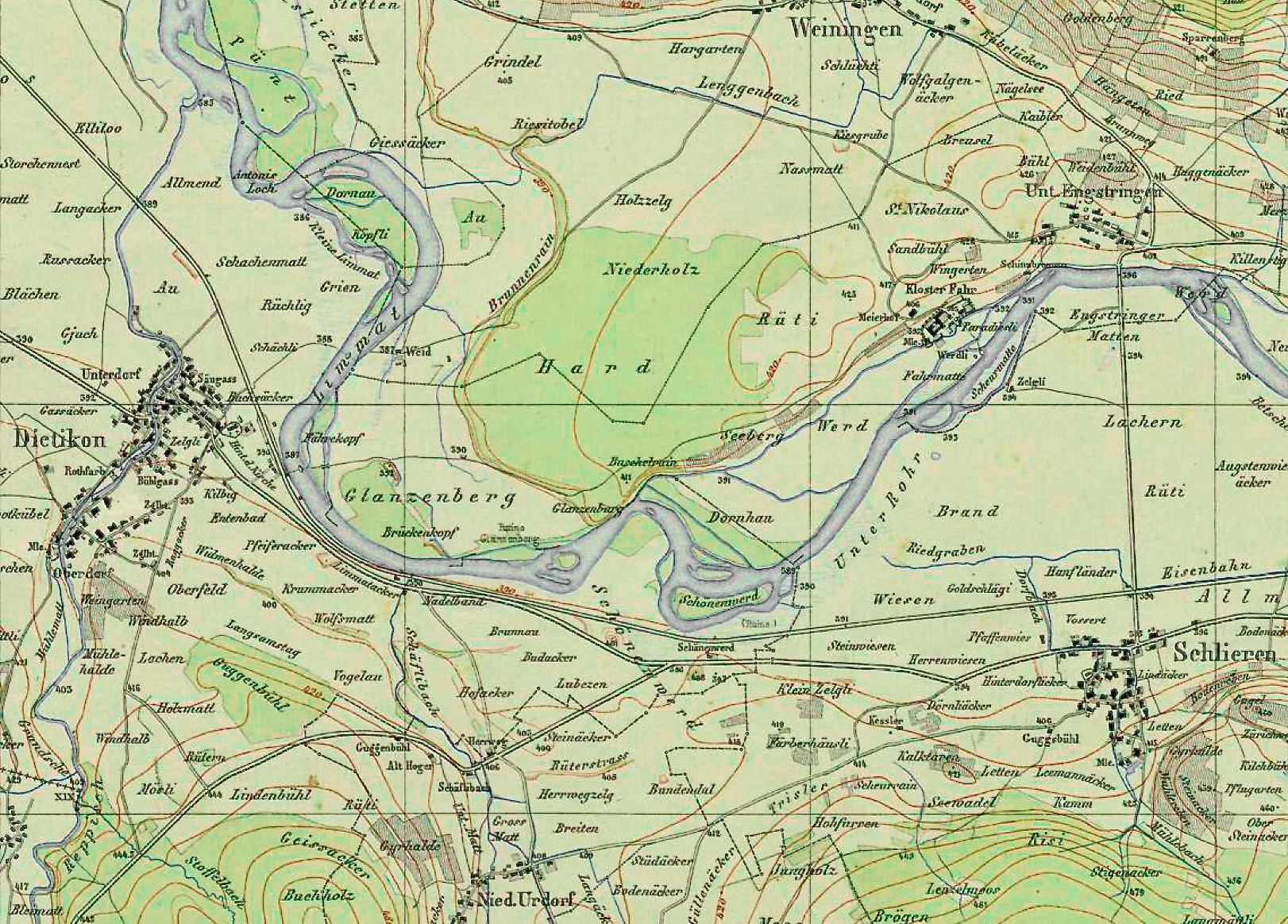
Brückenkopf auf Karte von 1855 (mit 1847 eröffneter erster Eisenbahnlinie der Schweiz)

Das Wäldchen am Ende der Flussschlinge mit den Ruinen des nie fertiggestellten Städtchens Glanzenberg bewirkte, dass die Übergangsstelle von der Feindseite nicht eingesehen werden konnte. Dahinter befand sich eine grosse Wiese (heute Golfplatz Unterengstringen) und eine Scheune, die den Russen als Hauptposten diente. Abgeschlossen wurde die Halbinsel von einer mit Tannenwald bedeckten Anhöhe (Hard).
Die Limmat war an der Übergangsstelle nur 90 m breit. Da es am linken Ufer aber keine Deckung gab, hätte schon das übliche Herbeischaffen der Boote mit Wagen die russischen Wachtposten alarmiert und zur Eröffnung des Feuers veranlasst.

## Instruktionen Massenas
Miliutin gibt die Stärke der am 25. September zwischen Zürich und der Aaremündung versammelten Divisionen bzw. Brigaden der Armée du Danube mit 38'500 bzw. 39'000 Mann an. Gemäss Hennequin dagegen waren es nur 35'458 Mann, und zwar unter folgenden Generälen:
- Ménard: 5479 Mann (Brugg, Rüfenach, Leuggern etc.)
- Lorge: 16'434 Mann,[50] davon Gazan (Dietikon, Urdorf etc.) 5004 Mann, Bontemps (Schlieren etc.) 3110 Mann, von andern Divisionen 3945 Mann, Quétard (von Ménard) 4375 Mann
- Mortier: 7218 Mann, davon Drouet (Oberalbis etc.) 2461 Mann, Brunet (Altstetten, Albisrieden, Uetliberg etc.) 4757 Mann
- Klein (Reserve): 6327 Mann (Schlieren, Mellingen, im Marsch auf Schlieren)[51]

Massena fasste die Aufgaben der an der Limmatüberquerung beteiligten Truppen später wie folgt zusammen: «Korsakows Armee war damals auf zwei Punkte verteilt, Zürich und Freudenau unterhalb des Zusammenflusses [von Aare, Reuss und Limmat]; um sie trotz ihrer zahlenmäßigen Überlegenheit [!] zu schlagen, musste man sie daran hindern, die beiden Korps zu vereinigen, und diese getrennt bekämpfen; dazu entsandte ich die Brigade Bontemps nach Dällikon und Regensdorf: so besetzte ich die wichtigsten Punkte im Rücken der Glatt und die Verbindungen von Regensberg nach Zürich. Ich setzte einen Teil der Brigade Quétard auf Würenlos an, um die linke Flanke von General Bontemps gegen das feindliche Korps von Wettingen und Freudenau zu decken; der Rest [der Brigade Quétard] war als Reserve zur Brücke von Dietikon gegangen, und der andere Teil sollte unter dem Befehl meines Generalstabschefs General Oudinot die Brigade Gazan unterstützen, die ich mit dem Angriff auf Höngg und den westlichen Teil des Zürichbergs beauftragte.»
Nach den Instruktionen Massenas, der den Limmatübergang von Dietikon aus leitete, sollten:
- Ménard den Eindruck erwecken, die Franzosen würden über die Aare oder bei Vogelsang über die Limmat setzen; die Brigade Quétard an Lorge abtreten; die Limmat bei Dietikon überschreiten, nachdem Lorge die Anhöhen bei Regensdorf und Dällikon erreicht hatte; schliesslich Ehrendingen und (durch Quétard) Otelfingen besetzen
- Lorge und Quétard die Limmat bei Tagesanbruch überqueren; Gazan die Avantgarde kommandieren und auf den Anhöhen beim Kloster Fahr[54] Fuss fassen; Bontemps ihm folgen und seine linke Flanke gegen Oetwil verlängern; beide anschliessend die Anhöhen bei Regensdorf und Dällikon besetzen; Dedon währenddessen die Brücke fertigstellen; danach Quétard, die leichte Artillerie, die Kavallerie und zuletzt Klein übersetzen
- Mortier die vor Zürich am linken Limmatufer versammelten Russen beschäftigen; Wollishofen angreifen, Albisrieden und Altstetten halten
- Klein hinter Mortiers linkem Flügel Stellung beziehen; später Lorge am rechten Limmatufer unterstützen[55]

## Mannschaftsstärke der Russen

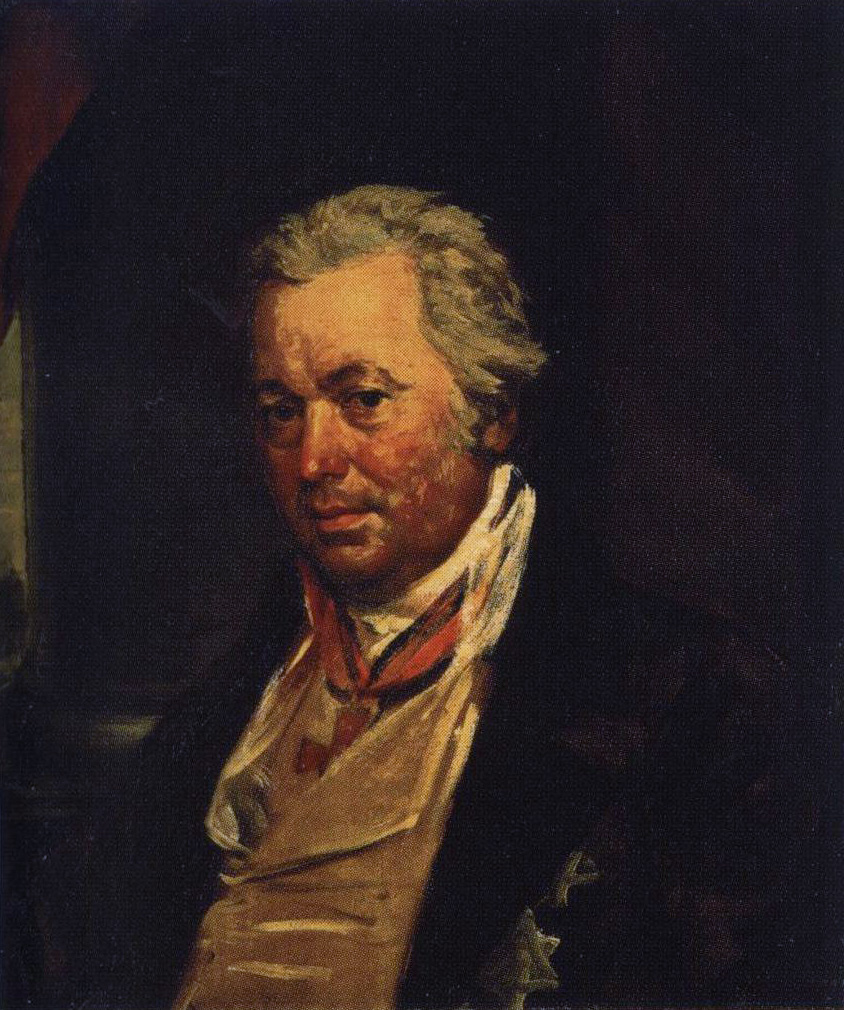
Korsakow als General der Kavallerie

Als das «dritte Kaiserlich-Rußische Hülfscorps» 1799 durch Bayern und Schwaben nach der Schweiz zog, zählte es laut einem bayerischen Autor 36'321 Mann, 21'606 Pferde und 60 Feldgeschütze. Wickham prophezeite Suworow am 22. August, Korsakow werde mit 33'000 Mann (von denen nur 28'000 die Schweiz betraten) nicht in der Lage sein, die bisherige Stellung zu halten. Miliutin gibt die Mannschaftsstärke von Korsakows Korps am 25. September mit 27'116 Mann an. Diese waren folgenden Generälen unterstellt:
- Durasow: 7840 Mann,[60] davon Markow (Höngg–Baden) 3000 Mann, Puschtschin (Baden–Koblenz) 4840 Mann
- Gortschakow: 10'330 Mann, davon Tutschkow (Sihlfeld) 6214 Mann, Essen (Wollishofen) 2237 Mann, in Zürich 770 Mann, Schepelew (Wipkingen) 552 Mann, Artillerie 557 Mann
- Sacken (Reserve): 5670 Mann (am 24. September mit Billigung Suworows an Hotze abgetreten[61])
- Gudowitsch (Kavallerie und Feldartillerie): 3276 Mann (am Rhein zurückgelassen)

Laut Anton von Tillier vernachlässigte Korsakow, «von thörichtem Eigendünkel verblendet», alle Vorsichtsmassnahmen, die Erzherzog Karl getroffen hatte. Von Massenas Absicht hatte er, wie Miliutin schreibt, «auch nicht die geringste Ahnung». Sonst hätte er nicht, als Vorbereitung einer eigenen Offensivbewegung, sämtliches Gepäck sowie die Parke nach Zürich schaffen lassen (und darum in der Folge an die Franzosen verloren).
Die Stärke der Russen zwischen Weiningen und Wollishofen – ohne Puschtschin, Sacken und Gudowitsch – rundete Miliutin auf 12'350 Mann ab (15 ½ Bataillone, 15 Schwadronen, zwei Kosakenregimenter):
- Markow: 1100 Mann (Verstärkungen von Oetwil und Würenlos eintreffend)
- Posten bei Kloster Fahr: 900 Mann
- Schepelew: 550 Mann (Posten bei Wipkingen)
- In Zürich: 800 Mann
- Tutschkow: 6500 Mann (in der Hauptstellung vorwärts der Sihl)
- Essen: 2500 Mann (bei Wollishofen)[65]

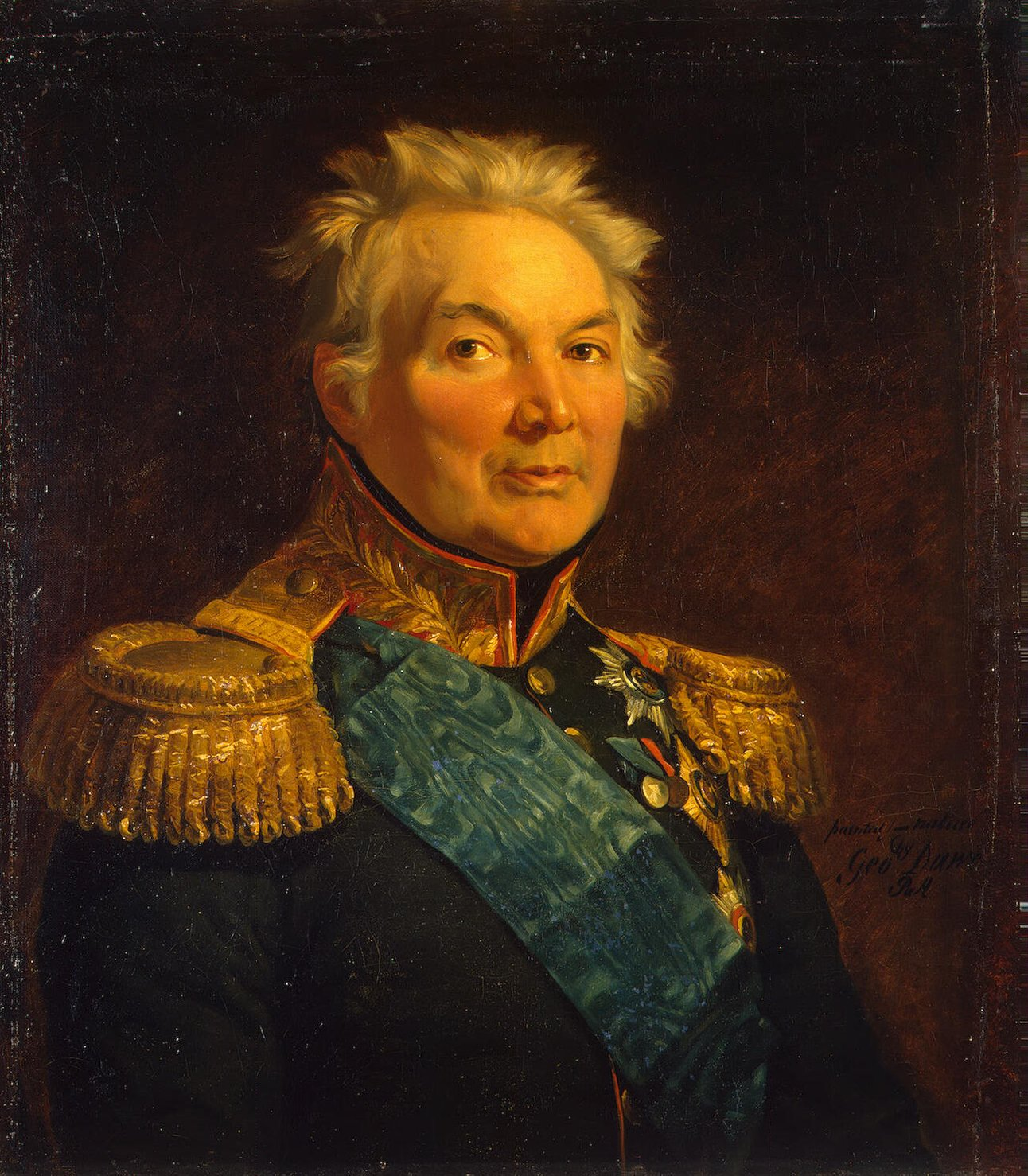
Sacken als General der Infanterie

Gemäss Miliutin änderte Durasow, der den Befehl über den Limmat-Kordon erst am Vortag von Sacken übernommen hatte, nichts an dessen Instruktionen. Obwohl darin der Übergangspunkt bei Dietikon als einer der bequemsten für den Feind bezeichnet wurde, habe der Kommandant des betreffenden Abschnitts, Generalmajor Markow, bloss über 2641 Mann verfügt (die 92 mit Kosaken und Jägern besetzten Beobachtungsposten entlang der Limmat nicht eingerechnet):
- 608 Grenadiere (Bataillon Treublut) und 286 Kosaken (Regiment Misinow bzw. Moltschanow) mit zwei Geschützen[67] vor Weiningen und Kloster Fahr, auf Anhöhen hinter dem Wald, eine gute Viertelstunde vom Übergangspunkt entfernt
- 362 Musketiere (zwei Kompanien von Markows Regiment unter Major Baumgartner) in Oetwil
- 1085 Musketiere (die restlichen anderthalb Bataillone von Markows Regiment unter dessen persönlicher Führung) in Würenlos, wovon eine Kompanie mit zwei Geschützen beim Weingut Bick[68]
- 586 Grenadiere (Bataillon Schkapski) mit zwei Geschützen in Wettingen[69]

Massena dagegen schreibt von sieben Geschützen und zwei Grenadierbataillonen im Lager der Russen, und auch Dedon nennt höhere Zahlen:
- mindestens 2000 Mann (fast alles Grenadiere) mit sieben Geschützen hinter dem Tannenwald gegen Weiningen
- 400 Kosaken im Wald näher beim Kloster Fahr
- 5000–6000 Mann in Würenlos
- Kavallerie und Kosaken in Höngg, Weiningen, Oetwil, Würenlos[71]

Russische Feldbefestigungen im erwähnten Frontabschnitt erwähnen weder Dedon noch Miliutin.
Fazit des Letztgenannten: «Auf diese Weise hatten die französischen Vortruppen bei dem Beginne ihres Uebergangs über die Limath keinen kräftigen Widerstand zu befürchten; die ganze Fläche vor dem Walde konnte durch das Kreuzfeuer zweier Batterien vollkommen gesäubert werden. Nur im Walde selbst und auf den Abhängen des sich an den Höhen hinziehenden Ufers bei Kloster-Fahr hatten die Russen eine vortheilhafte Stellung; doch erhielten auch die Franzosen, nachdem sie sich des Waldes und des Klosters bemächtigt, eine gleich vortheilhafte Deckung, welche ihnen als Brückenkopf dienen konnte.»

## Übersetzen der Franzosen
In seinem Hauptquartier in Lenzburg schrieb Massena am 24. Februar an Lorge:

„Geben Sie Ihre Befehle detailliert, klar und präzise, damit es nicht zu dieser Verwirrung kommt, die normalerweise bei Flussüberquerungen entsteht, die Offiziere und Soldaten ihre Posten kennen und die Einschiffungen in größter Stille erfolgen.“

Tatsächlich wurde der Übergang, wie Miliutin anerkennt, «mit ungewöhnlicher Schnelligkeit und mit musterhafter Ordnung ausgeführt». Laut Caziot war er «die bemerkenswerteste Flussüberquerung dieser Epoche».
Beim Einnachten wurden die Boote zum Übersetzen der Avantgarde von den verfügbaren Pontonieren – die von Bremgarten kommenden waren noch nicht eingetroffen – sowie einem Bataillon der 57. Halbbrigade und vier Kompanien der 37. Halbbrigade auf den Schultern ans Ufer getragen. Pro Boot erforderte dies 20–100 Mann. Dabei jedes Geräusch zu vermeiden, war in der Dunkelheit und auf dem unebenen, rutschigen Gelände, das von Gräben durchzogen war, einfacher gesagt als getan.
Bei der Mündung des Schäflibachs, der gerade kein Wasser führte, wurden die leichtesten Boote aufgereiht. Diese acht bis neun Pontons aus Zürich konnten je 20 Bewaffnete aufnehmen, deren Aufgabe es war, die russischen Wachtposten zu überraschen. Links davon kamen die schwersten Boote zu liegen und ganz links die mittelgrossen. Letztere sollten an einer heute nicht mehr existierenden Limmatinsel anlegen, von der aus den Angreifern in den Rücken geschossen werden konnte. Hinter jedes Boot legten sich die zugeteilten Pontoniere mit den Rudern in den Händen.
Feuerschutz der Artillerie

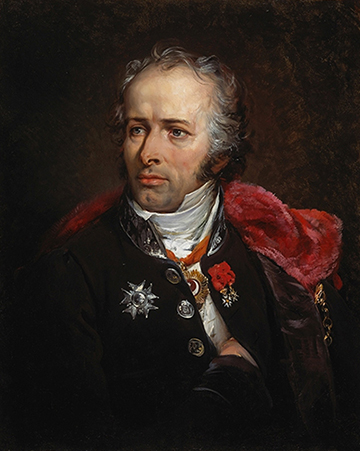
Foy als Général de division

Der Artilleriekommandant der Division Lorge, Chef d’escadron Foy, befehligte zehn Geschütze der Fussartillerie und 18 der reitenden Artillerie. Die Positionsgeschütze waren wie folgt platziert:
- sechs Kanonen bei Punkt 401 im Schönenwerd (Niederurdorf),[79] um die Ebene zwischen den beiden Wäldern auf der Limmathalbinsel zu bestreichen
- vier Zwölfpfünder gegenüber dem Bickgut,[80] um die Strasse von Würenlos nach Zürich mit Sperrfeuer belegen zu können

Die leichten Geschütze liess Foy erst im letzten Moment in Stellung bringen. Die entsprechenden Befehle sind in der Biografie des späteren Général de division abgedruckt:
- Um vom Geschehen bei Dietikon abzulenken, sollten je zwei in Altstetten und Schlieren bereitstehende Kanonen beim ersten Flintenschuss Richtung Kloster Fahr und Unterengstringen vorrücken und – am Limmatufer manövrierend – die Wachtposten der Russen mit Kartätschen bzw. Truppenansammlungen mit Kugeln beschiessen.
- Sechs Haubitzen hatten sich in Dietikon zwischen Kirche und Limmat aufzustellen und im Moment des Übergangs die russischen Posten niederzuhalten, sich dann aber flussabwärts zu verschieben, um zusammen mit den Geschützen im Schönenwerd die Limmathalbinsel ins Kreuzfeuer zu nehmen und das teils durch den Wald verdeckte Lager der Russen zu treffen.
- Je vier Kanonen sollten am Ufer links und rechts des Schäflibachs Kartätschen verschiessen und dann als Reserve zum Schönenwerd zurückgebracht werden.

Für den hohen Ausbildungsgrad der französischen Kanoniere spricht, dass sie ihre Geschütze und Munitionswagen in solcher Stille auffuhren, dass gemäss Dedon nicht einmal ihre Landsleute etwas davon hörten.
Übersetzen der Avantgarde
Offenbar begünstigte Nebel das Unternehmen der Franzosen. Übergesetzt wurde zuerst die Brigade Gazan, dann der Rest der verstärkten Division Lorge. Währenddessen sicherten Kleins Grenadiere und Kavalleristen die Ebene zwischen Dietikon und Schlieren, denn die russischen Vorposten auf der linken Limmatseite (am Letzigraben) waren nur 6–7 km entfernt.
Massena zufolge bestand die erste Angriffswelle aus Karabiniers, einem Bataillon der 10. leichten Halbbrigade und vier Kompanien der 37. Halbrigade unter Gazan persönlich und Chef de bataillon Grain d’Orge. Sie sei von den Russen «mit einer allgemeinen Salve und anhaltendem Musketenfeuer» empfangen worden.
Als die ersten Übersetzenden beschossen wurden, schrien die noch Wartenden gemäss Dedon «En avant, en avant!» und zogen ihre Boote selber ins Wasser. So hätten sich die ganzen 600 Mann, übergesetzt von den Pontonierkompanien 6/I (Leutnant Nanot) und 5/II (Henri) sowie einem Detachement der Kompanie 8/II (Lefranc), trotz der starken Strömung schon drei Minuten nach den ersten Schüssen jenseits des Flusses befunden, obwohl ihnen auch Kartätschenkugeln entgegengeflogen seien. Kein Boot sei gesunken, niemand ertrunken. Das Feuer der französischen Geschütze und zwischen ihnen postierter Infanteriepelotons habe jeden Widerstand sinnlos gemacht. Um die vorrückenden Truppen nicht zu gefährden, sei es schon eingestellt worden, als die Boote zum ersten Mal ans linke Ufer zurückgekehrt seien.
Nachdem die Franzosen das Wäldchen durchquert hatten, wurden sie gemäss Miliutin vom Feuer der beiden «Einhörner» und des Grenadierbataillons Treublut empfangen, worauf sich ein Tirailleurgefecht entsponnen habe. Laut dem Schweizer Militärhistoriker Jomini war der Zusammenstoss blutig, ohne lange zu dauern; trotz ihrer zahlenmässigen Unterlegenheit hätten sich die Russen mit einer Entschlossenheit verteidigt, «die eines besseren Schicksals würdig gewesen wäre». Miliutin zufolge waren sie schon kaum mehr zum Widerstand fähig, als General Markow und nach ihm auch einige Kompanien von Oetwil und Würenlos auf dem Kampfplatz erschienen. Die «Republikaner» hätten die Russen im Tannenwald eingekesselt und zum grössten Teil niedergemacht. Markow sei gleich beim Eintreffen verwundet worden und wie der Kommandant der Grenadiere, Major Baumgarten, in Gefangenschaft geraten. Nach einer knappen Stunde hatten die Franzosen den Wald und das russische Lager besetzt.
Auszeichnung der Helvetischen Legion

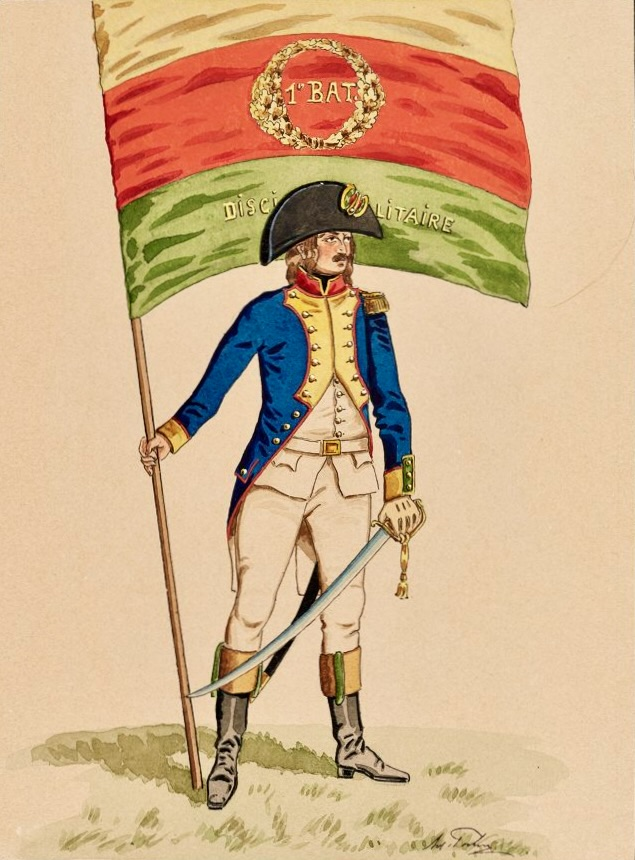
Offizier mit Fahne der Helvetischen Legion

Schon als der erste Kanonenschuss ertönte, fuhr der Brückentrain unter Hauptmann Jonathan Zabern aus seinem Versteck ans Ufer. Beim Bau der Schiffbrücke, der Massena beiwohnte, wurde Zaberns Pontonierkompanie 4/I von der 1. Helvetische Legion unterstützt, einer Einheit von Berufssoldaten der Helvetischen Republik, die am 5. September in Spreitenbach und Dietikon lag, am 20. September 1264 Mann zählte und von Oberst Debons sowie den Bataillonschefs Clavel und von der Weid befehligt wurde. Heimatforscher Müller behauptete, die Legion sei nicht als Kampfverband eingesetzt worden. In Wirklichkeit nennt Massena sie als erste unter den Einheiten, die sich anschliessend bei Zürich auszeichneten. Die sechs helvetischen Halbbrigaden im Dienste Frankreichs dagegen spielten in den Kämpfen gegen Korsakow, anders als die 5. in der Ersten Schlacht bei Zürich gegen Erzherzog Karl und die 2. in der Schlacht bei Näfels gegen Suworow, keine bedeutende Rolle.
Der Brückenschlag, während dessen Sapeure einen Fahrweg durch das Wäldchen am rechten Limmatufer bauten, dauerte von fünf bis halb acht Uhr. Als er abgeschlossen war, hatten schon 8000 Mann auf Booten übergesetzt. Die restliche Infanterie, die leichte Artillerie und die Kavallerie konnten dies nun auf der Brücke tun. Es war noch nicht neun, als sich ausser zwei Bataillonen, die nach Oetwil detachiert worden waren, alle zum Übersetzen bestimmten Truppen auf dem Plateau über dem Kloster Fahr versammelt hatten.
Noch auf der Brücke soll Massena Dedon die Beförderung zum Brigadegeneral versprochen haben, die aber erst sechs Jahre später erfolgte.
Vorstoss Richtung Zürich

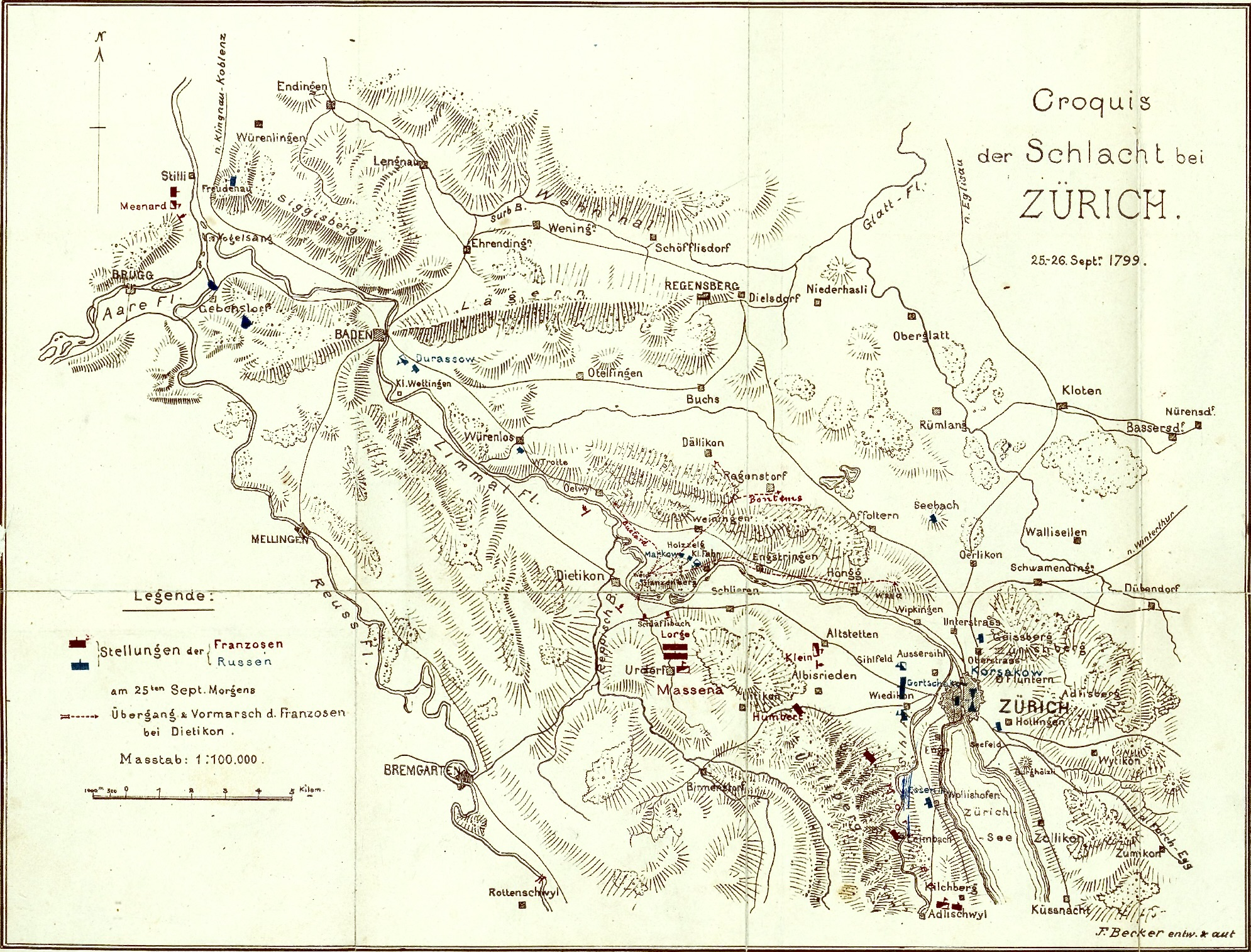
Zweite Schlacht bei Zürich

Das Geschützfeuer am rechten Limmatufer wurde gemäss Dedon gegen acht Uhr eingestellt. Um zehn Uhr setzte dann eine allgemeine Kanonade ein, als sich die Franzosen auf beiden Seiten des Flusses gegen Zürich in Bewegung setzten, auf der rechten Seite unter Oudinot, auf der linken unter Massena.
Tillier fasste die Ereignisse am Vormittag des 25. Septembers wie folgt zusammen: «Korsakow eilte zwar, sobald er von dem Uebergange der Franzosen bei Dietikon Nachricht erhielt, nach Höngg, allein seine Lieblingsansicht von der Behauptung Zürich[s] und der Angriff der Franzosen auf Wollishofen ließen ihn dem Uebergange derselben über die Limmat keine Wichtigkeit beimessen, so daß er keine Gegenanstalten traf, sondern vielmehr alle seine bei Zürich stehenden Truppen ausschließlich zur Behauptung seiner vordern Posten verwendete. Mit einem Theile derselben leistete Fürst Gortschakow bei Wollishofen nicht nur tapfern Widerstand, sondern er warf den General Mortier zurück, erstieg den Uetli[berg] und bemächtigte sich sogar einiger französischer Batterien. Furchtbar hausten die Russen in den von den Franzosen preisgegebenen Dörfern Kilchberg, Rüschlikon und Adlischwyl, indem sie daselbst nicht nur Alles rein ausplünderten, sondern Fenster, Thüren und Hausgeräthe zerstörten. Allein durch die Fortschritte des französischen Feuers auf dem rechten Ufer der Limmat und durch das Vorrücken des Generals Klein, welcher von Schlieren und Altstätten [Altstetten] her auf dem Sihlfeld den russischen rechten Flügel vor Zürich heftig beschoß, sah sich Korsakow um 1 Uhr Nachmittags gezwungen, seine Truppen, unter lebhafter Verfolgung des Feindes, mit beträchtlichem Verluste von dem Uetli zurückzuziehen. Bereits war Oudinot im Besitze von Höngg, von Affoltern und dem Wickingerberge [Wipkingerberg = Milchbuck]. Die Erscheinung der Franzosen auf diesem Berge aber erregte in Zürich, wo man bisher lauter Siegesnachrichten erhalten hatte, eben so viel Erstaunen als Schrecken, besonders da man hörte, daß die Russen auf dem Rückzuge die größten Ausschweifungen begingen. Zwischen 12 und 1 Uhr reiste auch der englische Gesandte Wi[c]kham nebst den übrigen englischen Offizieren und Zahlmeistern ab.»

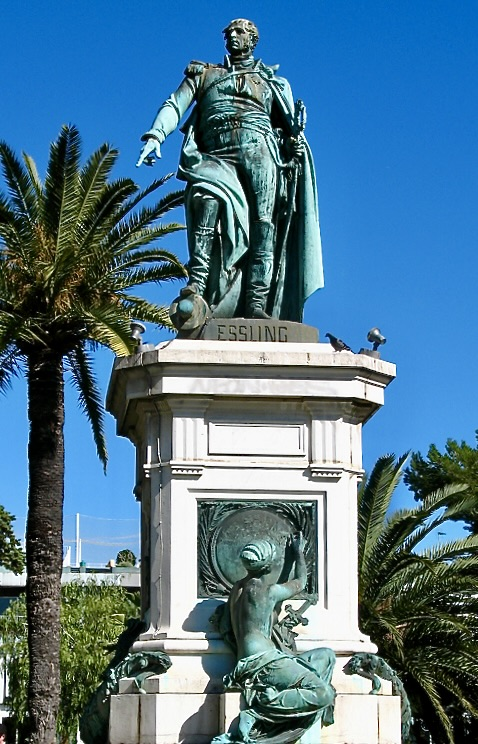
Denkmal Massenas als Fürst von Essling in seiner Heimatstadt Nizza (Foto Seth Kramer)

Gemäss Miliutin hatte Korsakow Markow immerhin das in Wipkingen stationierte Dragonerregiment Schepelew zu Hilfe geschickt. Auch hatte er die russischen Grenadierbataillone zurückgerufen, die auf dem Weg von Seebach nach Uznach gewesen waren. Dies allerdings erst auf Drängen ihres Kommandanten Sacken, der ihnen noch nicht gefolgt war.
Über die Ereignisse am rechten Limmatufer berichtete Massena dem Direktorium: «Während die Generäle Quétard und Bontemps mit den energischsten Anstrengungen den rechten Flügel des Feindes über die Glatt zurückwarfen, griff General Gazan mit einem Teil seiner Brigade die Anhöhen zwischen Höngg und Affoltern an und nahm sie mit dem Bajonett. Dann griff er gemeinsam mit General Oudinot die Vororte von Zürich und den westlichen Teil des Zürichbergs an, über den die Verbindung der Stadt mit Winterthur verläuft; nichts gleicht der Erbitterung, mit der beide Seiten diesen Kampf führten, der von zehn Uhr morgens bis zum Einbruch der Nacht dauerte. Wir blieben Herren sowohl der Vororte als auch der Position [Milchbuck].»
Dies war der Auftakt zur Zweiten Schlacht bei Zürich, in der Korsakow 8000 Mann von 23'000 eingebüsst haben soll, Massena hingegen nur 4000 Mann von 33'500. Noch eindeutiger war gemäss Bodart die Bilanz der gleichzeitigen Niederlage Hotzes gegen Soult bei Schänis, wo der Zürcher in k. k. Diensten nicht nur die Hälfte der ihm unterstellten 10'000 Österreicher und Russen, sondern auch das eigene Leben verlor, während sich die Verluste der angreifenden Franzosen auf 600 Mann von 11'500 beschränkten.

## Ablenkungsmanöver bei Brugg
Während Markow bei Dietikon auf verlorenem Posten stand, fiel sein Vorgesetzter Durasow auf Ménards Ablenkungsmanöver herein. In der Nacht meldete man ihm gemäss Miliutin Truppenbewegungen bei Vogelsang, wo sich eine «äußerst bequeme» Furt befunden habe und die Franzosen gegen sechs Batterien errichtet hätten. Darauf sei Durasow nach Untersiggenthal geeilt und habe dort ein Bataillon und drei Kompanien gesammelt. Um fünf Uhr aber hätten die französische Batterien ein Trommelfeuer eröffnet, das die Geschütze der Russen ausgeschaltet und ihre Posten vom Ufer vertrieben habe. Nun habe Ménard begonnen, einen wirklichen Angriff vorzutäuschen, worauf Durasow fast alle Truppen Puschtschins zwischen Baden und der Aaremündung an sich gezogen habe. Er habe sich sogar gewundert, dass Markow ihm nicht zu Hilfe geeilt sei und nichts von sich habe hören lassen.
Zu Ménards Kriegslist gehörte, dass er alle auf der Aare verbliebenen Boote in Bewegung setzen liess. Die Infanteristen der Brigade Heudelet, über die er einzig noch verfügte, hatten sich so aufzustellen, dass sie eine weit stärkere Streitmacht zu sein schienen. Dedon schreibt: «Diese Demonstrationen, kombiniert mit den augenscheinlichen Vorbereitungen, die in den vorangegangenen Tagen in Brugg getroffen worden waren, täuschten den Feind und liessen ihn glauben, dass wir an diesem Punkt übersetzen wollten.» Dadurch seien alle Truppen Durasows bis am Abend in der Ebene zwischen Freudenau und Würenlingen bzw. in den Lagern von Wettingen und Würenlos festgehalten worden. Denselben Effekt habe eine Kanonade bei der Aaremündung auf das bei Waldshut in Reserve gehaltene Korps des k. k. Feldmarschalleutnants Nauendorf gehabt. Ménard gelang es sogar, mit Hilfe von Booten, die von der Aare unter Kartätschenfeuer über die Landzunge bei Vogelsang getragen wurden, ein Detachement leichter Truppen über die Limmat zu setzen. Dadurch erlangte er die Kontrolle über den Mündungsbereich des Flusses und konnte eine Gierseilfähre einrichten, mit der am Morgen des 26. Septembers ein Teil seiner Division übersetzte. Der Rest passierte die Aare bei Klingnau, wohin Dedon in der vorangegangenen Nacht flache Boote hatte abgehen lassen.
Nach der Zweiten Schlacht bei Zürich wurde die Schiffbrücke bei Dietikon durch eine Pfahljochbrücke ersetzt. Erst damals entstanden, zu deren Schutz, die im Wald bei der Übergangsstelle noch heute sichtbaren Schanzen. Das bei Dietikon verwendete Pontoniermaterial kam ein nächstes Mal bei Moreaus Rheinübergang bei Rheinklingen am 1. Mai 1800 zum Einsatz.

## Kritik am Sieger
Obwohl der Sieg bei Zürich in Frankreich wie ein zweites Valmy und Massena als Retter der Republik gefeiert wurde, war sein Sieg über Korsakow weniger vollständig als jener von Soult über Hotze. Jomini kritisierte, dass die Russen nicht an der Flucht aus Zürich gehindert worden seien:

„Wie glänzend auch die Ergebnisse des Tages [des 26. Augusts] waren, er hätte noch entscheidender sein können, wenn Massena die am 25. errungenen Vorteile ausgenützt und in der Nacht alle seine Kräfte auf das rechte Ufer übergesetzt hätte […].“

Clausewitz anerkannte: «Über die vortrefflichen Voranstalten welche die Franzosen zum Übergang trafen ist nur eine Stimme und ebenso über die zweckmäßigen Maaßregeln bei der Ausführung.» Die Zweite Schlacht bei Zürich hingegen kommentierte der Autor des Werkes Vom Kriege wie folgt: «[…] es hat wohl noch nie wie hier dem eigensinnigen Schicksal gefallen der Unklarheit des einen Feldherrn [Massena] durch die Kurzsichtigkeit des andern [Korsakow] eine so reiche Siegesfülle zuzuwenden!»
Der britische Oberstleutnant William Clinton schrieb nach der Schlacht: «Es ist gut, dass Massena so grobe Fehler gemacht hat. Andernfalls würde sich bei Zürich ein zweites Pirna abgespielt haben.» Gemeint ist die Kapitulation der sächsischen Armee vor Friedrich dem Grossen 1756.
Zürich aber dürfte es den Franzosen gedankt haben, dass sie die Russen entkommen liessen, so wie sie sich am 6. Juni vor den Österreichern zurückgezogen hatten. Andernfalls hätte die Stadt mit Sicherheit mehr Schaden genommen als beim Beschuss durch ungeübte helvetische Kanoniere im Stecklikrieg von 1802.

## Benützte Literatur
Die am häufigsten zitierten Darstellungen Dedon (1801), Miliutin (1857) und Hennequin (1911) werden in den Fussnoten abgekürzt.
- Bulletin officiel du Directoire Helvétique […]. Lausanne, 1799, 3. Sept., S. 15 f.; 6. Sept., S. 44; 19. Sept., S. 121 f.; 24. Sept., S. 156; 25. Sept., S. 163; 27. Sept., S. 178–180; 28. Sept., S. 185–188; 1. Okt., S. 202 f.; 2. Okt., S, 208 f.; 4. Okt., S. 223 f.; 5. Okt., S. 229; 13. Okt., S. 277 f.; 16. Okt., S. 287 [lies: 297]–299; 24. Okt., S. 348 (Digitalisat).
- Johann Konrad Escher, Paul Usteri (Hrsg.): Neues helvetisches Tagblatt. Bern, 1799, 27. Sept., S. 568 (e-periodica.ch); 28. Sept., S. 3 f.; 29. Sept., S. 8 (e-periodica.ch).
- Züricher Zeitung. 1799, 1. Okt., S. 4 (Digitalisat), 8. Okt., S. 2 (Digitalisat).
- Gazette nationale ou le Moniteur universel. Paris, 15. Okt. 1799, S. 86 f. (retronews.fr).
- Rapport fait par le général Massena, commandant en chef l’armée du Danube, au Directoire exécutif de la République française, sur les opérations de cette armée, du 3 au 18 vendémiaire an 8. J. Gratiot, Paris 1799/1800, S. 1–8 (Digitalisat).
- François-Louis Dedon-Duclos: Relation détaillée du passage de la Limat, effectué le 3 vendémiaire an 8 […]. Didot jeune, Paris an 9 (1801), S. 49 ff. (e-rara.ch), Karte 1 (e-rara.ch), zitiert als Dedon (1801).[117]
- Alexandre-Frédéric Drieu: Le guide du pontonnier […]. F. Poisson, Caen 1815 (Digitalisat).
- (Erzherzog Karl:) Geschichte des Feldzuges von 1799 in Deutschland und in der Schweiz. 2. Theil, Anton Strauss, Wien 1819, S. 188 ff. (Digitalisat).
- Antoine-Henri Jomini: Histoire critique et militaire des guerres de la Révolution. Nouvelle édition, 12. Band, Campagne de 1799 – deuxième période. Anselin et Pochard, Paris 1822, S. 243–253 (Digitalisat).
- Joseph von Mußinan: Geschichte der französischen Kriege in Deutschland […]. 1. Theil, J. E. Seidel, Sulzbach 1822, Beilage Nr. 12 (e-rara.ch).
- Johannes Wieland: Geschichte der Kriegsbegebenheiten in Helvetien und Rhätien als Handbuch zum Militairunterricht für Schweizeroffiziere aller Waffen. 2. Theil, Schweighauser, Basel 1827, S. 135–137 (Digitalisat); 2. Aufl., 2. Band, Hugo Richter, Basel 1869, S. 144–146 (Digitalisat).
- Carl von Clausewitz: Die Feldzüge von 1799 in Italien und der Schweiz. 2. Theil (Hinterlassene Werke [hrsg. v. Marie von Clausewitz], 6. Band). Ferdinand Dümmler, Berlin 1834, S. 123 ff., 143 ff. (Digitalisat).
- (Gottfried von Escher:) Zürich und seine Umgebungen […]. Herrmann Trachsler, Zürich 1839, S. 108 (Digitalisat).
- A. Liévyns, Jean-Maurice Verdot, Pierre Bégat: Fastes de la Légion-d’honneur. Biographie de tous les décorés […]. 5 Bände, Bureau de l’administration, Paris 1842–1847 (1: Digitalisat; 2: Digitalisat; 3: Digitalisat; 4: Digitalisat; 5: Digitalisat).
- Anton von Tillier: Geschichte der helvetischen Republik […]. 1. Band, Chr. Fischer, Bern 1843, S. 382–387 (Digitalisat).
- Jean Baptiste Frédéric Koch: Mémoires de Massena […]. 3. Band, Paulin et Lechevalier, Paris 1849, S. 352 ff. (Digitalisat).
- (Wilhelm Meyer-Ott:) Johann Konrad Hotz, später Friedrich Freiherr von Hotze, K. K. Feldmarschalllieutenant. Friedrich Schultheß, Zürich 1853, S. 379, 382 ff. (Digitalisat).
- Mémoires du maréchal-général Soult, duc de Dalmatie, publiés par son fils. 2. Teil, 2. Band, Amyot, Paris 1854, S. 208–211, 236–238, 255 f. (Digitalisat).
- (Guillaume-Henri Dufour:) Campagne de 1799, d’après l’archiduc Charles, les généraux Massena, Jomini, etc. In: Revue Militaire Suisse. 1/1856, zahlreiche Fortsetzungen; 2/1857, dito, hier S. 250–256, 273–276, 286 f. (e-periodica.ch).
- Wilhelm Meyer: Die Schlacht bei Zürich am 25. und 26. September 1799. In: Schweizerisches Jahrbuch für 1857. 1. Jahrgang (m. n. e.). Sauerländer, Aarau/Schultheß, Zürich 1856, S. 136–180 (Digitalisat); auch mit Vorwort von Gerold Meyer von Knonau und Croquis von Fridolin Becker. F. Schultheß, Zürich 1886 (e.rara.ch).
- Dmitri Miliutin: Geschichte des Krieges Rußlands mit Frankreich unter der Regierung Kaiser Paul’s I. im Jahre 1799. Übersetzung Chr. Schmitt, Jos. Lindauer, München 1857, zitiert als Miliutin (1857), 3. Band, S. 138 f. (Digitalisat); 4. Band, S. 54–76, 242–251 (Digitalisat).[118]
- Friedrich Vogel: Die alten Chroniken oder Denkwürdigkeiten der Stadt und Landschaft Zürich […]. Friedrich Schultheß, Zürich 1857, S. 3, 145 f. (Dietikon), 324, 687, 810 (Weiningen) (Digitalisat).
- Ildephonse Favé: Études sur le passé et l’avenir de l’artillerie […]. 4. Band, J. Dumaine, Paris 1863, S. 162–165 (Digitalisat), Tafel 99 (Digitalisat).
- Alfred von Vivenot: Korssakoff und die Betheiligung der Russen an der Schlacht bei Zürich […]. In: Österreichische militärische Zeitschrift (Wien). 10. Jahrgang 1869, 4. Band, S. 131–151 (Digitalisat).
- William Wickham [Enkel] (Hrsg.): The Correspondence of the Right Honourable William Wickham […]. Band 2, Richard Bentley, London 1870, S. 224 ff., 234 ff., 258 f. (Digitalisat).
- David Hess: Die Tage des Schreckens. In: Jakob Baechtold (Hrsg.): Joh. Caspar Schweizer […]. Wilhelm Hertz, Berlin 1884, S. XLIV–LXIII, hier S. XLV f., XLVIII, LVIII f. (archive.org).
- Adolf Frey: Die Helvetische Armee und ihr Generalstabschef J. G. v. Salis-Seewis im Jahre 1799. F. Schultheß, Zürich 1888 (e-rara).
- Abel Boillot: La campagne de 1799 en Suisse. Librairie militaire, Neuchâtel 1890 (Digitalisat), Karte Seconde bataille de Zurich.
- Eduard Haug (Hrsg.): Der Briefwechsel der Brüder J. Georg Müller und Joh. v. Müller. 1. Halbband, J. Huber, Frauenfeld 1891, S. 200, 203, 209 (Digitalisat).
- Otto Hartmann: Der Antheil der Russen am Feldzug von 1799 in der Schweiz […]. A. Munk, Zürich 1892, S. 53 ff. (Digitalisat).
- Johannes Strickler (Hrsg.): Amtliche Sammlung der Acten aus der Zeit der Helvetischen Republik […]. 4. Band, Karl Stämpfli & Cie., Bern 1892, S. 1528–1542 (Digitalisat).
- Eugène Caziot: Historique du corps des pontonniers. Henri Charles-Lavauzelle, Paris/Limoges 1894, S. 9 ff., 47–52, 55, 226 f., 257, 279, 285, 294 f. (Digitalisat).
- Rudolf Reding-Biberegg: Der Zug Suworoff’s durch die Schweiz […]. (= Der Geschichtsfreund. 50. Band). Hans von Matt, Stans 1895, S. 271 f. (e-periodica.ch).
- Moriz von Angeli: Erzherzog Carl von Österreich als Feldherr und Heeresorganisator. 2. Band, Wilhelm Braumüller, Wien/Leipzig 1896, S. 359 ff. (Digitalisat).
- Reinhold Günther: Der Feldzug der Division Lecourbe im Schweizerischen Hochgebirge 1799. J. Huber, Frauenfeld 1896, S. 109 ff. (Digitalisat).
- Fridolin Becker: Die erste Schlacht bei Zürich […]. F. Schultheß, Zürich 1899 (e-rara.ch).
- Maurice Girod de l’Ain: Vie militaire du général Foy. E. Plon, Nourrit et Cie., Paris 1900, S. 28–30, 296, 302–305 (Digitalisat).
- Hermann Hüffer (Hrsg.): Quellen zur Geschichte der Kriege von 1799 und 1800 […]. 1. Band, B. G. Teubner, Leipzig 1900, S. 117, 119 f., 362, 371–373, 376 (archive.org).
- Lieutenant Grasset: Un Guerrier Gascon. Maransin. In: Explorations pyréennes (Bagnères-de-Bigorre). 1902, Nr. 1, S. 37–48, Nr. 2, S. 87–115 (Digitalisat).
- Édouard Gachot: Histoire militaire de Massena. La campagne d’Helvétie (1799). Perrin & Cie, Paris 1904, S. 207–220 (Digitalisat), semifiktional.
- Hermann Hüffer: Der Krieg des Jahres 1799 und die zweite Koalition. 2. Band, Friedrich Andreas Perthes, Gotha 1905, S. 55–57 (archive.org).
- Gaston Bodart (Hrsg.): Militär-historisches Kriegs-Lexikon (1618–1905). C. W. Stern, Wien/Leipzig 1908, S. 343 (archive.org).
- Louis Marès: Précis de la guerre en Suisse (1799). Hrsg. v. Édouard Gachot. L. Fournier, Paris 1909, S. 193 ff. (Digitalisat).
- Louis Hennequin: Zürich. Masséna en Suisse […]. Librairie militaire Berger-Levrault, Paris/Nancy 1911, S. 180–182, 234 ff., 494 ff. (Digitalisat), zitiert als Hennequin (1911).[119]
- Oscar Lüssi: Aus schwerer Zeit. Alte Erinnerungen aus dem Limmattale. J. G Hummel-Honer, Dietikon 1915.[120]
- Fernando Bernoulli: Die helvetischen Halbbrigaden im Dienste Frankreichs 1798–1805. Diss. phil. I, Universität Bern. Huber & Co., Frauenfeld 1934, S. 69–77.
- Rolf Leuthold: Der Kanton Baden 1798–1803. In: Argovia. 46/1934, S. 1–244, hier S. 63, 74 f. (e-periodica.ch).
- Robert Müller: Der Übergang der Franzosen über die Limmat am 25. September 1799. In: Neujahrsblatt von Dietikon. 5/1952 (Digitalisat).
- Immanuel Leuschner: Die Burgruine Freudenau. In: Badener Neujahrsblätter. 52/1977, S. 14–20 (e-periodica.ch).
- Anton Pestalozzi: Briefe an Lord Sheffield. Englische Kriegsberichte aus der Schweiz, Herbst 1799 (= Neujahrsblatt […] zum Besten der Waisenhäuser. 152. Stück). Beer AG, Zürich 1989.
- Hans Glarner, Jakob Meier: Franzosenschanzen Unterengstringen. Gemeinderat Unterengstringen, 1993 (Digitalisat).
- Hans Rudolf Fuhrer: Die beiden Schlachten von Zürich 1799. Schweizerische Gesellschaft für militärhistorische Studienreisen, Schriftenreihe Nr. 14. Au 1995.
- Hans Rudolf Fuhrer, Jakob Meier: Die beiden Schlachten von Zürich (1799) im europäischen Rahmen. Die Beschiessung und Plünderung des Klosters Fahr am 25. September 1799. Gemeinderat Unterengstringen, 1999 (Digitalisat).
- Zürich 1799. Eine Stadt erlebt den Krieg. (= Stadtgeschichte und Städtebau in Zürich 7.) Stadt Zürich, 2005, ISBN 3-905384-08-6 (Digitalisat).
- Jürg Stüssi-Lauterburg:  Die Limmat. Eine militärhistorische Betrachtung […]. Schriftenreihe der Eidgenössischen Militärbibliothek und des Historischen Dienstes 46. Bern 2011, ISBN 3-906969-45-2, S. 11–16.

## Fussnoten
1. ↑  Wie Schlieren, Oetwil und Hüttikon ab 1798 Teil des Distrikts Baden des Kantons Baden, seit 1803 des Kantons Zürich.
2. ↑  Général de division, Général en chef (Obergeneral) der Armée du Danube, 1804 Maréchal d’Empire.
3. ↑  Général de division, Generalstabschef der Armée du Danube, 1809 Maréchal d’Empire.
4. ↑  Jean-Thomas-Guillaume Lorge, Général de division.
5. ↑  Général de brigade, später Lieutenant général.
6. ↑  François-Louis Dedon-Duclos, Chef de brigade, Chef des Pontonierkorps, später Lieutenant général.
7. ↑  Generalleutnant, Korpskommandant.
8. ↑  Generalleutnant, Divisionskommandant.
9. ↑  Generalmajor, Brigadekommandant.
10. ↑  Hennequin (1911), S. 245–248 (Digitalisat).
11. ↑  Miliutin (1857), 4. Band, S. 244–247 (Digitalisat).
12. ↑  Zürich 1799. Eine Stadt erlebt den Krieg. (= Stadtgeschichte und Städtebau in Zürich 7.) Stadt Zürich, 2005, ISBN 3-905384-08-6 (Digitalisat).
13. ↑  Als eine von 128 Nebenschlachten auf der Innenseite des Bogens, während Zürich als eine von 30 Hauptschlachten auf der Aussenseite erwähnt ist. Nathan D. Jensen: Battles on the Arc de Triomphe (Digitalisat).
14. ↑  William Wickham [Enkel] (Hrsg.): The Correspondence of the Right Honourable William Wickham […]. Band 2, Richard Bentley, London 1870, S. 231 (Digitalisat). Wortlaut des Zitats: «This day being certainly one of the most extraordinary and memorable of which we have any accounts in history.»
15. ↑  Gaston Bodart (Hrsg.): Militär-historisches Kriegs-Lexikon (1618–1905). C. W. Stern, Wien/Leipzig 1908, S. 335–340 (archive.org).
16. ↑  (Erzherzog Karl:) Geschichte des Feldzuges von 1799 in Deutschland und in der Schweiz. 1. Theil, Anton Strauss, Wien 1819, S. 322 f. (e-rara.ch).
17. ↑  Gaston Bodart (Hrsg.): Militär-historisches Kriegs-Lexikon (1618–1905). C. W. Stern, Wien/Leipzig 1908, S. 335 f. (archive.org).
18. ↑  Gaston Bodart (Hrsg.): Militär-historisches Kriegs-Lexikon (1618–1905). C. W. Stern, Wien/Leipzig 1908, S. 340 f. (archive.org).
19. ↑  Joseph von Mußinan: Geschichte der französischen Kriege in Deutschland […]. 1. Theil, J. E. Seidel, Sulzbach 1822, Beilage Nr. 12 (e-rara.ch).
20. ↑  Robert Müller: Der Übergang der Franzosen über die Limmat am 25. September 1799. In: Neujahrsblatt von Dietikon. 5/1952 (Digitalisat), S. 18. Gestützt auf Oscar Lüssi: Aus schwerer Zeit. Alte Erinnerungen aus dem Limmattale. J. G Hummel-Honer, Dietikon 1915.
21. ↑  Eduard Haug (Hrsg.): Der Briefwechsel der Brüder J. Georg Müller und Joh. v. Müller. 1. Halbband, J. Huber, Frauenfeld 1891, S. 200, 209 (Digitalisat).
22. ↑  David Hess: Die Tage des Schreckens. In: Jakob Baechtold (Hrsg.): Joh. Caspar Schweizer […]. Wilhelm Hertz, Berlin 1884, S. XLIV–LXIII, hier S. XLVIII, LVIII f. (archive.org). Laut (Gottfried von Escher:) Zürich und seine Umgebungen […]. Herrmann Trachsler, Zürich 1839, S. 108 (Digitalisat), benützten Uralkosaken die Pflanzen im botanischen Garten zur Feuerung und die Töpfe als Kochgeschirr.
23. ↑  William Wickham [Enkel] (Hrsg.): The Correspondence of the Right Honourable William Wickham […]. Band 2, Richard Bentley, London 1870, S. 258 f. (Digitalisat). Wortlaut des Zitats: «[…] every soldier loaded with the plunder of the poor inhabitants of Uri, Schweitz, and Glarus by whom they had been received as friends and deliverers». Zum selben Thema: Miliutin (1857), 3. Band, S. 360 (Digitalisat); Rolf Leuthold: Der Kanton Baden 1798–1803. In: Argovia. 46/1934, S. 1–244, hier: S. 63 (e-periodica.ch).
24. ↑  Miliutin (1857), 3. Band, S. 138 f., 141 (Digitalisat).
25. ↑  Sibylle Egloff: Geschichtsunterricht unter der Russenlinde. Erstmals waren Primarschüler an der Gedenkfeier dabei. In: Limmattaler Zeitung. 25. September 2018 (Digitalisat); Sandro Zimmerli: Ein düsteres Kapitel. Vor 222 Jahren kam der Krieg ins Limmattal. In: Limmattaler Zeitung. 24. September 2021 (Digitalisat).
26. ↑  Im Original: „Point de moyens, soit matériels, soit pécuniaires, point de solde depuis plusieurs mois ; des baïonnettes, l’amour de la République et la passion de vaincre ; voilà les ressources qui restaient à cette armée.“ Hennequin (1911), S. 496 (Digitalisat); fehlt in: Rapport fait par le général Massena, commandant en chef l’armée du Danube, au Directoire exécutif de la République française, sur les opérations de cette armée, du 3 au 18 vendémiaire an 8. J. Gratiot, Paris 1799/1800, S. 1 (Digitalisat).
27. ↑  Dedon (1801), S. 51–56 (e-rara.ch).
28. ↑  Hennequin (1911), S. 182–211 (Digitalisat).
29. ↑  Nach dem geflügelten Wort Georg von Frundsbergs: «Viel Feind’, viel Ehr’.»
30. ↑  A. Liévyns, Jean-Maurice Verdot, Pierre Bégat: Fastes de la Légion-d’honneur. Biographie de tous les décorés […]. 3. Band, Bureau de l’administration, Paris 1844, S. 161 f. (Digitalisat); Eugène Caziot: Historique du corps des pontonniers. Henri Charles-Lavauzelle, Paris/Limoges 1894, S. 9 ff., 294 f. (Digitalisat).
31. ↑  Dedon (1801), S. 75/Anm. 1 (e-rara.ch).
32. ↑  Rapport fait par le général Massena, commandant en chef l’armée du Danube, au Directoire exécutif de la République française, sur les opérations de cette armée, du 3 au 18 vendémiaire an 8. J. Gratiot, Paris 1799/1800, S. 2, 7 (Digitalisat).
33. ↑  Miliutin (1857), 4. Band, S. 43 (Digitalisat).
34. ↑  Gaston Bodart (Hrsg.): Militär-historisches Kriegs-Lexikon (1618–1905). C. W. Stern, Wien/Leipzig 1908, S. 343 (archive.org).
35. ↑  Johannes Strickler (Hrsg.): Amtliche Sammlung der Acten aus der Zeit der Helvetischen Republik […]. 4. Band, Karl Stämpfli & Cie., Bern 1892, S. 1534 (Digitalisat).
36. ↑  Eugène Caziot: Historique du corps des pontonniers. Henri Charles-Lavauzelle, Paris/Limoges 1894, S. 48 (Digitalisat).
37. ↑  4/I (Jonathan Zabern), 6/I (Leutnant Nanet), 8/I (Meyer), 1/II (Chapelle), 5/II (Henri), 8/II (Lefranc), Schiffleute (Parisot), Arbeiter (Savary). Dedon (1801), S. 115 (Digitalisat).
38. ↑  Ildephonse Favé: Études sur le passé et l’avenir de l’artillerie […]. 4. Band, J. Dumaine, Paris 1863, S. 164 (Digitalisat).
39. ↑  Jürg Stüssi-Lauterburg:  Die Limmat. Eine militärhistorische Betrachtung […]. Schriftenreihe der Eidgenössischen Militärbibliothek und des Historischen Dienstes 46. Bern 2011, ISBN 3-906969-45-2, S. 12.
40. ↑  Eugène Caziot: Historique du corps des pontonniers. Henri Charles-Lavauzelle, Paris/Limoges 1894, S. 49–51, 226 f., 285 (Digitalisat).
41. ↑  Philippe Romain Ménard, Général de division.
42. ↑  Miliutin (1857), 4. Band, S. 62 (Digitalisat); Robert Müller: Der Übergang der Franzosen über die Limmat am 25. September 1799. In: Neujahrsblatt von Dietikon. 5/1952 (Digitalisat), S. 25.
43. ↑  Anton Pestalozzi: Briefe an Lord Sheffield. Englische Kriegsberichte aus der Schweiz, Herbst 1799 (= Neujahrsblatt […] zum Besten der Waisenhäuser. 152. Stück). Beer AG, Zürich 1989, S. 78, 80 f.
44. ↑  Suworow brach am 26. September erst in Altdorf auf. Jelačić zog sich an jenem Tag aus dem Glarnerland zurück. Die zur Verstärkung Korsakows entsandten französischen Emigranten und Pfälzer hätten Zürich zu spät erreicht.
45. ↑  Dedon (1801), S. 60–70, 77 f., Zitat: S. 60 (e-rara.ch).
46. ↑  Otto Hartmann: Der Antheil der Russen am Feldzug von 1799 in der Schweiz […]. A. Munk, Zürich 1892, S. 54 (Digitalisat): «700–800 Schritt».
47. ↑  Im Original: „[…] la forme demi circulaire de cette anse donnait les moyens de l’envelopper et de la croiser en tous les sens par le feu d’une artillerie formidable, pour protéger les travaux du passage, et cela me détermina à l’adopter.“ Rapport fait par le général Massena, commandant en chef l’armée du Danube, au Directoire exécutif de la République française, sur les opérations de cette armée, du 3 au 18 vendémiaire an 8. J. Gratiot, Paris 1799/1800, S. 4 (Digitalisat).
48. ↑  Dedon (1801), S. 56–59 (e-rara.ch).
49. ↑  Miliutin (1857), 4. Band, S. 55, 59 (Digitalisat).
50. ↑  Laut Massena nur 14'000 Mann. Rapport fait par le général Massena, commandant en chef l’armée du Danube, au Directoire exécutif de la République française, sur les opérations de cette armée, du 3 au 18 vendémiaire an 8. J. Gratiot, Paris 1799/1800, S. 4 (Digitalisat).
51. ↑  Hennequin (1911), S. 245–249 (Digitalisat).
52. ↑  Burgruine, ehemaliger Brücken- bzw. Fährstandort. Immanuel Leuschner: Die Burgruine Freudenau. In: Badener Neujahrsblätter. 52/1977, S. 14–20 (e-periodica.ch).
53. ↑  Im Original: «L’armée de Korsakof était alors répartie sur deux points, celui de Zurich et celui de Frendnau, au-dessous des confluens ; pour la battre, malgré sa supériorité en nombre, il fallait l’empêcher de réunir ces deux corps, et les combattre séparément : pour cela, je portai sur Delliken et Degentorf, la brigade Bontems ; j’occupai ainsi les revers principaux de la Glatt et les communications de Regensberg à Zurich. Je portai partie de la brigade Quetard sur Vurenloos, pour couvrir la gauche du général Bontems contre le corps ennemi de Vettingen et Frendnau ; le reste était partie en réserve au pont de Diettikon, et l’autre partie sous les ordres du général Oudinot, mon chef d’état-major, devait soutenir la brigade Gazan, que je chargeai de l’attaque de Hoüg et de la partie occidentale de Zurich-Berg.» Rapport fait par le général Massena, commandant en chef l’armée du Danube, au Directoire exécutif de la République française, sur les opérations de cette armée, du 3 au 18 vendémiaire an 8. J. Gratiot, Paris 1799/1800, S. 6 f. (Digitalisat).
54. ↑  Ab 1803 zürcherisch, aber unter Verwaltung des aargauischen Würenlos, seit 2008 Teil dieser Gemeinde und Exklave des Kantons Aargau.
55. ↑  Hennequin (1911), S. 253–256 (Digitalisat).
56. ↑  Die beiden andern intervenierten in Frankreichs Schwesterrepubliken in Italien und den Niederlanden.
57. ↑  Joseph von Mußinan: Geschichte der französischen Kriege in Deutschland […]. 1. Theil, J. E. Seidel, Sulzbach 1822, Beilage Nr. 12 (e-rara.ch). Am 14. Juli in Prag waren es gemäss dem britischen Oberstleutnant John Ramsay 34'249 Mann, 13'276 Pferde gewesen. Anton Pestalozzi: Briefe an Lord Sheffield. Englische Kriegsberichte aus der Schweiz, Herbst 1799 (= Neujahrsblatt […] zum Besten der Waisenhäuser. 152. Stück). Beer AG, Zürich 1989, S. 59 f.
58. ↑  William Wickham [Enkel] (Hrsg.): The Correspondence of the Right Honourable William Wickham from the Year 1794. Band 2, Richard Bentley, London 1870, S. 166 inkl. Anm. (Digitalisat).
59. ↑  Miliutin (1857), 4. Band, S. 55, 188 f., 244–247 (Digitalisat).
60. ↑  Nach Korsakow 8 Bataillone mit 16 Feldgeschützen und 10 Schwadronen. Dedon (1801), S. 90 (e-rara.ch).
61. ↑  Miliutin (1857), 4. Band, S. 58 f. (Digitalisat).
62. ↑  Anton von Tillier: Geschichte der helvetischen Republik […]. 1. Band, Chr. Fischer, Bern 1843, S. 383 f. (Digitalisat).
63. ↑  Einheiten, die Material, Munition und Fuhrwerke einzelner Waffengattungen betreuten.
64. ↑  Miliutin (1857), 4. Band, S. 59 (Digitalisat).
65. ↑  Miliutin (1857), 4. Band, Tabelle zwischen S. 62 und 63 (Digitalisat).
66. ↑  Anton von Tillier: Geschichte der helvetischen Republik […]. 1. Band, Chr. Fischer, Bern 1843, S. 384 (Digitalisat).
67. ↑  Bei den russischen Geschützen handelte es sich um veraltete «Einhörner», 1757 von Schuwalow eingeführte lange Haubitzen mit einhornförmigen Henkeln (hier wohl Sechspfünder).
68. ↑  Robert Müller: Der Übergang der Franzosen über die Limmat am 25. September 1799. In: Neujahrsblatt von Dietikon. 5/1952 (Digitalisat), S. 20.
69. ↑  Miliutin (1857), 4. Band, S. 61, 188 f., 246 (Digitalisat).
70. ↑  Rapport fait par le général Massena, commandant en chef l’armée du Danube, au Directoire exécutif de la République française, sur les opérations de cette armée, du 3 au 18 vendémiaire an 8. J. Gratiot, Paris 1799/1800, S. 6 (Digitalisat).
71. ↑  Dedon (1801), S. 73 f., 87 (e-rara.ch).
72. ↑  Miliutin (1857), 4. Band, S. 61 (Digitalisat).
73. ↑  Im Original: „Donnez vos ordres de détail, clairs et précis, pour qu’il n’y ait pas cette confusion qui existe ordinairement dans les passages de rivière ; que les officiers et soldats connaissent leurs postes et que les embarquements se fassent avec le plus grand silence.“ Hennequin (1911), S. 495 (Digitalisat).
74. ↑  Miliutin (1857), 4. Band, S. 66 (Digitalisat).
75. ↑  Eugène Caziot: Historique du corps des pontonniers. Henri Charles-Lavauzelle, Paris/Limoges 1894, S. 52 (Digitalisat).
76. ↑  Diese wurden Dedon von Lorge zur Verfügung gestellt. Laut Massena wären es 3000 Mann gewesen.
77. ↑  Gemäss Dedon doppelt so viele, wie wenn es sich um Pontoniere gehandelt hätte.
78. ↑  Dedon (1801), S. 78–80, 83/Anm. 1, 85/Anm. 1 (e-rara.ch).
79. ↑  Robert Müller: Der Übergang der Franzosen über die Limmat am 25. September 1799. In: Neujahrsblatt von Dietikon. 5/1952 (Digitalisat), S. 13; Dedon (1801), S. 81 (e-rara.ch): «le petit plateau en avant de Nider-Urdorff».
80. ↑  Robert Müller: Der Übergang der Franzosen über die Limmat am 25. September 1799. In: Neujahrsblatt von Dietikon. 5/1952 (Digitalisat), S. 13; Dedon (1801), S. 81 (e-rara.ch): «vis-à-vis et au dessous du village d’Othweil».
81. ↑  Dedon (1801), S. 81 f. (e-rara.ch); Maurice Girod de l’Ain: Vie militaire du général Foy. E. Plon, Nourrit et Cie., Paris 1900, S. 28–30, 296, 302–305 (Digitalisat); Hennequin (1911), S. 258–260 (Digitalisat).
82. ↑  Miliutin (1857), 4. Band, S. 63 (Digitalisat); William Wickham [Enkel] (Hrsg.): The Correspondence of the Right Honourable William Wickham […]. Band 2, Richard Bentley, London 1870, S. 225 (Digitalisat).
83. ↑  Dedon (1801), S. 83 (e-rara.ch).
84. ↑  Rapport fait par le général Massena, commandant en chef l’armée du Danube, au Directoire exécutif de la République française, sur les opérations de cette armée, du 3 au 18 vendémiaire an 8. J. Gratiot, Paris 1799/1800, S. 5 (Digitalisat).
85. ↑  Wurde nach dem Rheinübergang bei Rheinklingen zum Hauptmann befördert. Dedon (1801), S. 114/Anm. 1, 171/Anm. 1 (e-rara.ch).
86. ↑  Dedon (1801), S. 85 f. (e-rara.ch).
87. ↑  Miliutin (1857), 4. Band, S. 64 (Digitalisat).
88. ↑  Antoine-Henri Jomini: Histoire critique et militaire des guerres de la Révolution. Nouvelle édition, 12. Band, Campagne de 1799 – deuxième période. Anselin et Pochard, Paris 1822, S. 251 (Digitalisat).
89. ↑  Miliutin (1857), 4. Band, S. 63 f. (Digitalisat).
90. ↑  Dedon (1801), S. 87 (e-rara.ch).
91. ↑  Die übliche Reihenfolge der Farben in der Trikolore der Helvetischen Republik war umgekehrt: Grün-Rot-Gold.
92. ↑  Bulletin officiel du Directoire Helvétique […]. Lausanne, 1799, 6. Sept. 1799, S. 43 f. (Digitalisat).
93. ↑  Antoine-Henri Jomini: Histoire critique et militaire des guerres de la Révolution. Nouvelle édition, 12. Band, Campagne de 1799 – deuxième période. Anselin et Pochard, Paris 1822, Tabelle zwischen S. 244 und 245 (Digitalisat).
94. ↑  Johannes Wieland: Geschichte der Kriegsbegebenheiten in Helvetien und Rhätien als Handbuch zum Militairunterricht für Schweizeroffiziere aller Waffen. 2. Theil, Schweighauser, Basel 1827, S. 136 f. (Digitalisat).
95. ↑  Robert Müller: Der Übergang der Franzosen über die Limmat am 25. September 1799. In: Neujahrsblatt von Dietikon. 5/1952 (Digitalisat), S. 31.
96. ↑  Rapport fait par le général Massena, commandant en chef l’armée du Danube, au Directoire exécutif de la République française, sur les opérations de cette armée, du 3 au 18 vendémiaire an 8. J. Gratiot, Paris 1799/1800, S. 8 (Digitalisat). Zur Rolle der Helvetischen Legion auch: Bulletin officiel du Directoire Helvétique […]. Lausanne, 1799, 6. Sept., S. 44; 28. Sept., S. 186, 188; 1. Okt., S. 202 f.; 24. Okt., S. 348 [Dankbezeugung Massenas] (Digitalisat); Antoine-Henri Jomini: Histoire critique et militaire des guerres de la Révolution. Nouvelle édition, 12. Band, Campagne de 1799 – deuxième période. Anselin et Pochard, Paris 1822, S. 255, 258 (Digitalisat); Anton von Tillier: Geschichte der helvetischen Republik […]. 1. Band, Chr. Fischer, Bern 1843, S. 390 (Digitalisat); Johannes Strickler (Hrsg.): Amtliche Sammlung der Acten aus der Zeit der Helvetischen Republik […]. 4. Band, Karl Stämpfli & Cie., Bern 1892, S. 1537–1541 (Digitalisat).
97. ↑  Fernando Bernoulli: Die helvetischen Halbbrigaden im Dienste Frankreichs 1798–1805. Diss. phil. I, Universität Bern. Huber & Co., Frauenfeld 1934, S. 69–77.
98. ↑  Dedon (1801), S. 78–89 (e-rara.ch).
99. ↑  A. Liévyns, Jean-Maurice Verdot, Pierre Bégat: Fastes de la Légion-d’honneur. Biographie de tous les décorés […]. 3. Band, Bureau de l’administration, Paris 1844, S. 161 f. (Digitalisat)
100. ↑  Dedon (1801), S. 92 (e-rara.ch).
101. ↑  Friedrich Vogel: Die alten Chroniken oder Denkwürdigkeiten der Stadt und Landschaft Zürich […]. Friedrich Schultheß, Zürich 1857, S. 3, 324, 687 (Digitalisat).
102. ↑  Anton von Tillier: Geschichte der helvetischen Republik […]. 1. Band, Chr. Fischer, Bern 1843, S. 385 f. (Digitalisat).
103. ↑  Der damalige Maréchal d’Empire erhielt diesen Titel für seine Verdienste in der Schlacht bei Aspern (1809).
104. ↑  Miliutin (1857), 4. Band, S. 66 (Digitalisat).
105. ↑  Im Original: «Dans le tems que les généraux Quetard et Bontems, par les efforts les plus vigoureux, rejetaient la droite de l’ennemi au-delà de la Glatt, le général Gazan, avec une partie de sa brigade, attaquait et enlevait à la baïonnette les hauteurs d’entre Hoüg et Assholteren, et attaquait ensuite, conjointement avec le général Oudinot, les faubourgs de Zurich, et la partie occidentale de Zurich-Berg, par laquelle passe la communication de cette place avec Vinterthur. Rien n’égale l’acharnement qu’on a mis de part [et] d’autre dans ce combat, qui a duré depuis dix heures du matin jusqu’à la nuit close. Nous sommes restés maîtres et des faubourgs, et de la position.» Rapport fait par le général Massena, commandant en chef l’armée du Danube, au Directoire exécutif de la République française, sur les opérations de cette armée, du 3 au 18 vendémiaire an 8. J. Gratiot, Paris 1799/1800, S. 7 f. (Digitalisat).
106. ↑  Gaston Bodart (Hrsg.): Militär-historisches Kriegs-Lexikon (1618–1905). C. W. Stern, Wien/Leipzig 1908, S. 343 (archive.org).
107. ↑  Miliutin (1857), 4. Band, S. 64–66 (Digitalisat).
108. ↑  Im Original: «Ces démonstrations jointes aux préparatifs ostensibles qu’on avait fait à Brugg, les jours précédents, firent prendre le change à l’ennemi ; et lui firent croire que c’était sur ce point qu’on voulait opérer le passage.»
109. ↑  Dedon (1801), S. 89–92 (e-rara.ch); Eugène Caziot: Historique du corps des pontonniers. Henri Charles-Lavauzelle, Paris/Limoges 1894, S. 55 (Digitalisat).
110. ↑  Hans Glarner, Jakob Meier: Franzosenschanzen Unterengstringen. Gemeinderat Unterengstringen, 1993 (Digitalisat). Einen befestigten Brückenkopf hatten zuvor auch die Österreicher bei Kloster Paradies errichtet.
111. ↑  Fernando Bernoulli: Die helvetischen Halbbrigaden im Dienste Frankreichs 1798–1805. Diss. phil. I, Universität Bern. Huber & Co., Frauenfeld 1934, S. 77.
112. ↑  Im Original: „Quelque brillans que fussent les résultats de cette journée, elle eût pu être plus décisive encore, si Masséna, profitant des avantages obtenus le 25, eût porté pendant la nuit toutes ses forces sur la rive droite […].“ Antoine-Henri Jomini: Histoire critique et militaire des guerres de la Révolution. Nouvelle édition, 12. Band, Campagne de 1799 – deuxième période. Anselin et Pochard, Paris 1822, S. 258 (Digitalisat).
113. ↑  Carl von Clausewitz: Vom Kriege. 1.–3. Theil (Hinterlassene Werke des Generals Carl von Clausewitz über Krieg und Kriegführung [hrsg. v. Marie von Clausewitz], 1.–3. Band). Ferdinand Dümmler, Berlin 1832–1834 (Digitalisat).
114. ↑  Carl von Clausewitz: Die Feldzüge von 1799 in Italien und der Schweiz. 2. Theil (Hinterlassene Werke [hrsg. v. Marie von Clausewitz], 6. Band). Ferdinand Dümmler, Berlin 1834, S. 143, 152 (Digitalisat).
115. ↑  Anton Pestalozzi: Briefe an Lord Sheffield. Englische Kriegsberichte aus der Schweiz, Herbst 1799 (= Neujahrsblatt […] zum Besten der Waisenhäuser. 152. Stück). Beer AG, Zürich 1989, S. 129.
116. ↑  Anton von Tillier: Geschichte der helvetischen Republik […]. 3. Band, Chr. Fischer, Bern 1843, S. 142, 145 f. (e-rara.ch).
117. ↑  Miliutin (1857), 4. Band, S. 63, 395 (Digitalisat): «äußerst werthvoll» bzw. «äußerst lehrreich».
118. ↑  Hennequin (1911), S. XIII: «Ce livre ne donne point seulement un récit détaillé de la part prise par les Russes à la campagne de 1799, mais renferme aussi, soit dans le texte, soit dans les annexes, la reproduction partielle ou intégrale des pièces originales sur lesquelles il est étayé.»
119. ↑  Arthur Chuquet in: Feuilles d’histoire du XVIIe au XXe siècle (Paris). 4. Jahrgang, 7. Band, 1. Semester 1912, S. 379: «étude claire et complète à la fois, nettement divisée, pleine de faits et de jugements, aussi consciencieuse et solide qu’elle peut être composée d’après tous les documents imprimés, notamment d’après les monographies suisses (qui sont si copieusement documentées) et d’après de nouvelles pièces d’archive».
120. ↑  Fabian Brändle: Ein Buch über «Russenflinten» und Franzosengräuel. In: Limmattaler Zeitung. 23. Juli 2017 (Digitalisat).
121. ↑  Mit Unterstützung des Auktionshauses Ineichen, Zürich.